# Festung Rosenberg
Die Festung Rosenberg ist eine von einer barocken Festungsanlage umgebene Höhenburg über der oberfränkischen Stadt Kronach. Sie ist eine der am besten erhaltenen Festungen in Bayern und wurde in ihrer langen Geschichte, deren nachweisbare Ursprünge ins 13. Jahrhundert zurückreichen, nie gewaltsam eingenommen. Neben der Festung Forchheim war sie eine der beiden Landesfestungen der Fürstbischöfe von Bamberg, die Rosenberg im Laufe der Jahrhunderte von einer mittelalterlichen Schutzburg zum Renaissance-Schloss und später zum neuzeitlichen Festungskomplex ausbauten. Mit ihren zahlreichen Bauabschnitten gilt die Anlage als herausragendes Beispiel für die Entwicklung des Wehrbaus in Deutschland. Einschließlich Wallgräben und Außenwerken umfasst die überbaute Fläche etwa 8,5 ha, zusammen mit den ehemaligen Erdwerken im nördlichen Vorfeld umfasste das befestigte Terrain einst 23,6 ha.

## Lage und Aufbau
Erbaut wurde die Festung auf einer Höhe von 378 m über Normalnull auf dem Rosenberg in einer strategisch hervorragenden Lage über der Stadt Kronach. Sie beherrschte die drei zu ihren Füßen zusammenlaufenden Täler der Flüsse Haßlach, Kronach und Rodach. Damit schützte und sperrte sie wichtige Handelswege nach Thüringen und in den Frankenwald. Der Rosenberg, der aus einer Schicht des Oberen Buntsandsteins besteht, erstreckt sich in Nord-Süd-Richtung zwischen den Tälern von Haßlach und Kronach. Seine Südseite, an der sich die Festung und die Kronacher Altstadt befinden, fällt sehr steil ab, weshalb die Mauern des äußeren Befestigungsrings dort bis zu 25 m in die Höhe ragen und das zum Innenhof der Kernburg hin ansteigende Geländeprofil ausgleichen. Auch der Osthang, wo ein Großteil des zum Bau der Anlage verwendeten Sandsteins gebrochen wurde, und der früher ebenfalls als Steinbruch dienende Westhang fallen steil ab. Nördlich der Festung erstreckt sich der Bergrücken des Rosenbergs. Aufgrund seines vergleichsweise flach verlaufenden Profils bot dieser für Angreifer einst die beste Möglichkeit zur Annäherung an die Festung. Deshalb wurde deren Nordseite als Hauptangriffsseite umfangreich befestigt.

### Kernburg

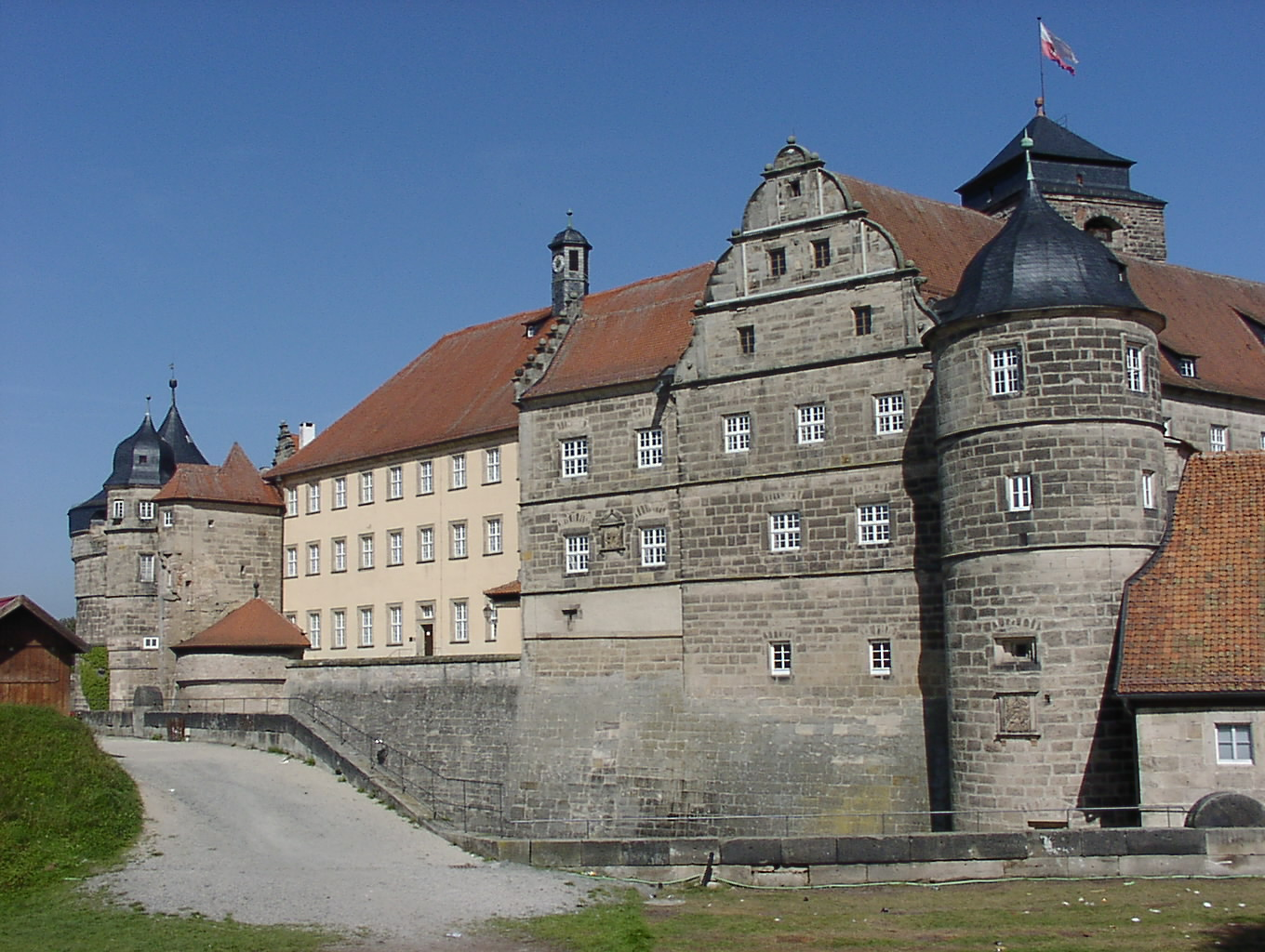
Südseite der Kernburg

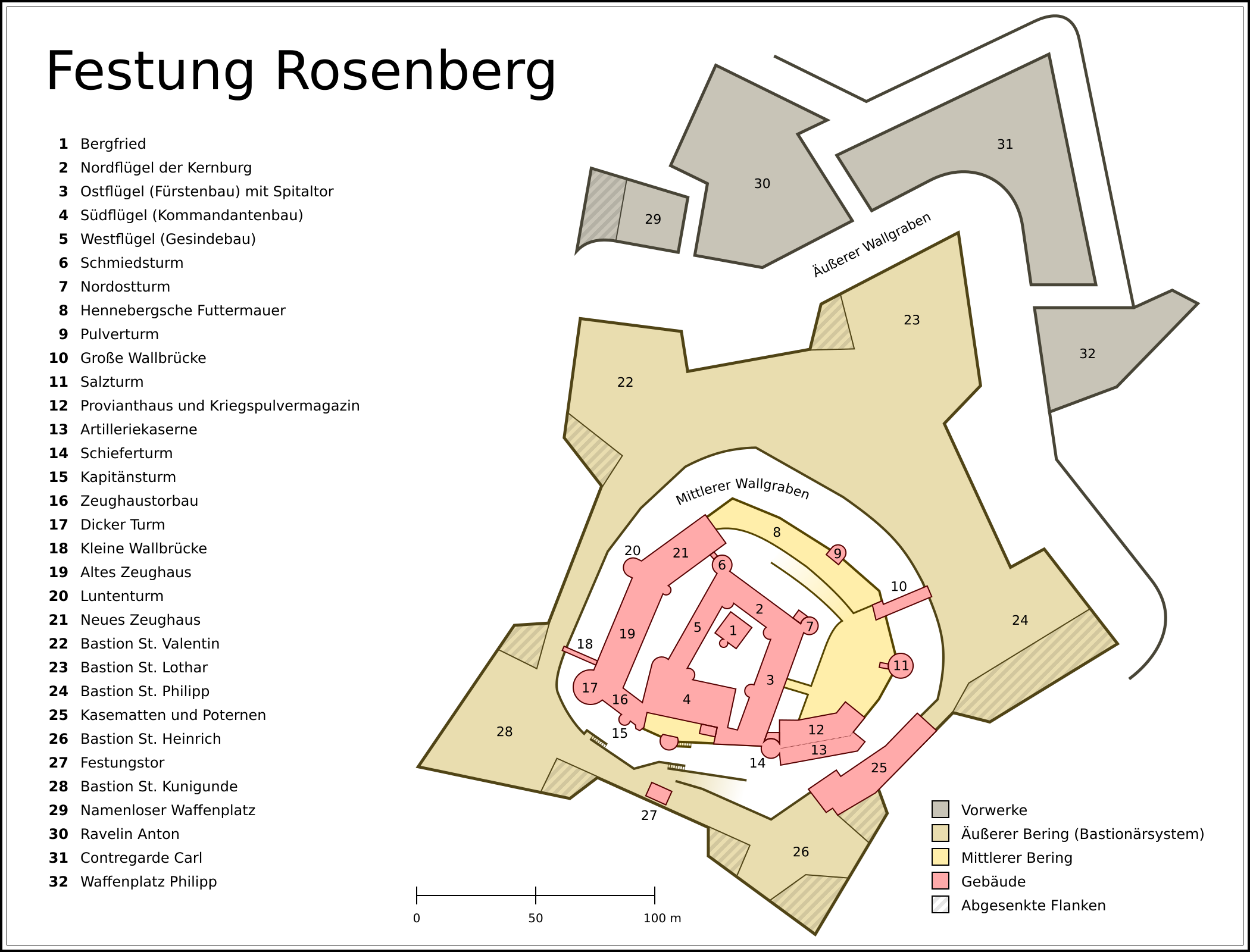
Grundriss der Festung Rosenberg

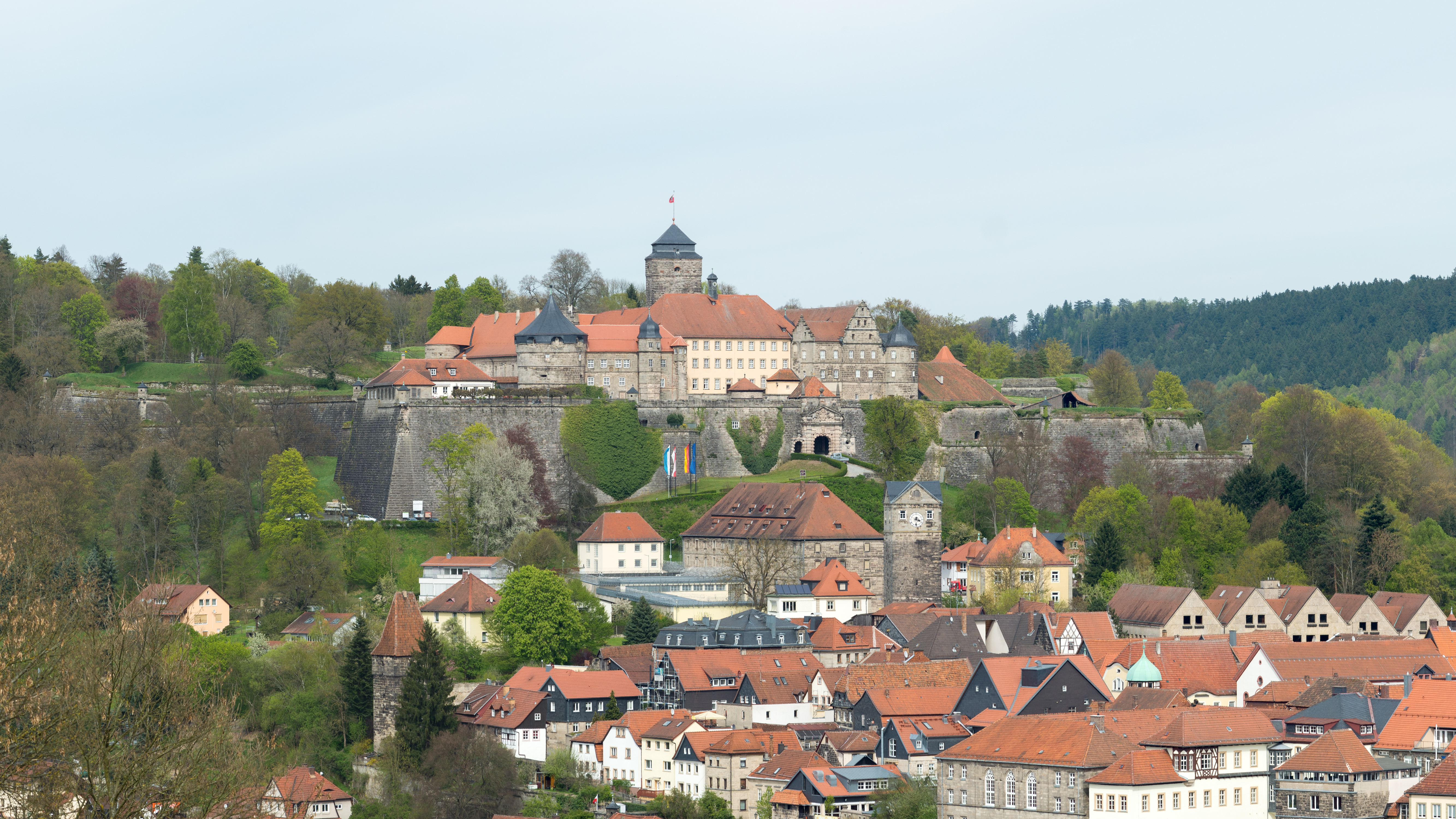
Die Festung Rosenberg über der Kronacher Altstadt

In ihrer heutigen Form besteht die Festung Rosenberg aus drei konzentrischen Befestigungsringen. Den innersten Ring bildet die Kernburg mit vier annähernd rechteckig angeordneten Flügeln und zwei nördlichen Ecktürmen, dem Schmiedsturm und dem Nordostturm. Ihr heutiges Erscheinungsbild erhielten diese Gebäude weitgehend erst gegen Ende des 16. Jahrhunderts, die Grundmauern stammen jedoch zum Teil aus dem 14. Jahrhundert. Der Ostflügel, der sogenannte Fürstenbau, beherbergte neben dem Fürstensaal und der Fürstenküche vor allem die Wohn- und Repräsentationsräume des Fürstbischofs. Im Untergeschoss befindet sich das Spitaltor, das älteste noch erhaltene und lange Zeit einzige Zugangstor zur Kernburg; erst in jüngerer Zeit wurden weitere Zugangsmöglichkeiten über den Süd- und den Westflügel geschaffen. Ursprünglich wurde das Spitaltor durch eine Zugbrücke, ein massives Eichenholztor und eine Wolfsgrube in der Durchfahrt geschützt. Der hölzerne Torflügel ist noch im Original erhalten, die Wolfsgrube wurde später entfernt und die Zugbrücke im 18. Jahrhundert durch eine steinerne Brücke ersetzt.
Im Nordflügel und im Westflügel, dem sogenannten Gesindebau, befanden sich neben Unterkünften für die Dienerschaft des Fürstbischofs und für dessen Gäste Stallungen, Lager und verschiedene Werkstätten. Der Südflügel, in dem sich einst unter anderem die Schlosskapelle befand, entstand in anderer Form im 15. und 16. Jahrhundert. In der ersten Hälfte des 18. Jahrhunderts wurde er weitgehend abgebrochen und als sogenannte Neue Kaserne im Barockstil neu errichtet. Seit 1983 sind in dem Gebäudetrakt, der heute als Kommandantenbau bezeichnet wird und als einziges Gebäude der Festung eine verputzte Fassade besitzt, Museumsräume untergebracht.
Im Innenhof der Kernburg befindet sich der bereits im 13. Jahrhundert errichtete Bergfried. Der etwa 38 m hohe Turm mit quadratischem Grundriss hat einen Hocheingang in rund zwölf Meter Höhe, der vor dem Anbau eines schlanken Treppenturms im 16. Jahrhundert nur über eine Leiter erreichbar war. Ursprünglich bildete eine welsche Haube den oberen Abschluss des Bergfrieds; diese wurde im 19. Jahrhundert zusammen mit der darunter gelegenen Türmerstube von der bayerischen Armee entfernt und wenig später durch das heutige Dach ersetzt. An der Südseite des Innenhofs befindet sich ein etwa 45 m tiefer Burgbrunnen, der von mehreren Quellen gespeist wird. Für den Fürstbischof gab es in einem Anbau am Nordostturm einen separaten Brunnen, der die benachbarte Fürstenküche versorgte.

### Mittlerer Bering

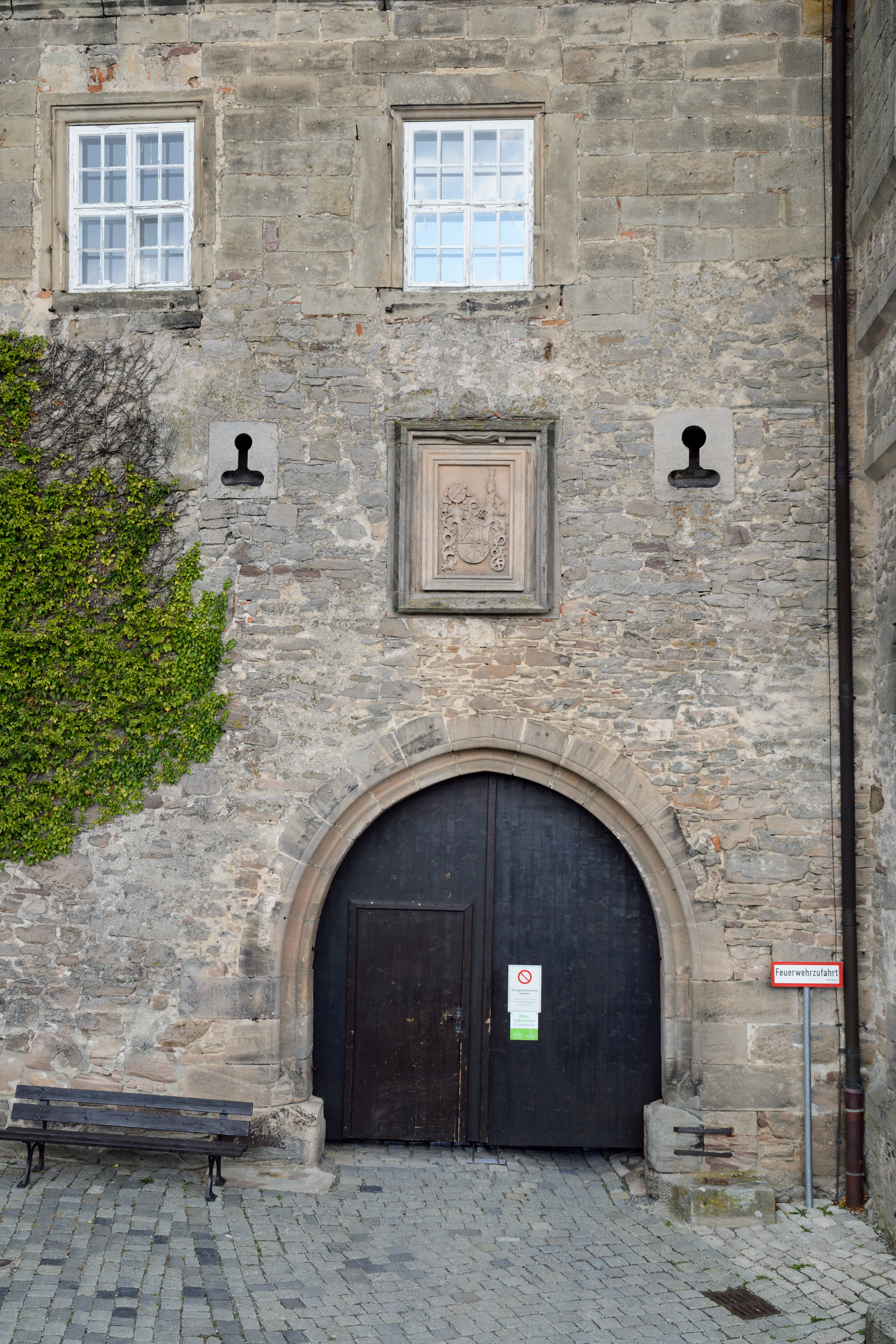
Zeughaustor, darüber das von zwei T-förmigen Schießscharten flankierte Wappen des Fürstbischofs Philipp von Henneberg

Um die Kernburg herum verläuft das unregelmäßig geformte Rund des mittleren Berings, der aus Zeughaustorbau, Altem und Neuem Zeughaus, dem Provianthaus und Kriegspulvermagazin und einer mit sieben Türmen versehenen Wehrmauer besteht. Errichtet wurde dieser zweite Befestigungsring, der im Süden an die Gebäude der Kernburg anstößt, hauptsächlich in der Spätgotik gegen Ende des 15. Jahrhunderts. Jedoch wurden – wie bei den Gebäuden der Kernburg – in späterer Zeit immer wieder Veränderungen und Erweiterungen vorgenommen. Die bis zu 14 m dicke Wehrmauer im Norden des Berings wird nach ihrem Erbauer Fürstbischof Philipp von Henneberg als Hennebergsche Futtermauer bezeichnet. Auf der Mauer, die nicht massiv ist, sondern im Inneren hauptsächlich aus Erde und Bruchsteinen besteht, befand sich der Garten des Festungskommandanten, dem das oberste Geschoss des an die Außenseite der Mauer anliegenden Pulverturms als Gartenhaus diente.
An der Ostseite des Befestigungsrings erhebt sich der Salzturm, ursprünglich ein zum Burginneren hin offener Schalenturm, der im 16. Jahrhundert für die trockene Lagerung von Salz und Schießpulver geschlossen wurde. Südwestlich des Salzturms befindet sich an der Innenseite des Mauerrings das Provianthaus, in dessen Untergeschoss sich sieben tonnengewölbte Räume befinden. Im 19. Jahrhundert wurde das Gebäude erweitert und als Kriegspulvermagazin genutzt. Der zwischen Salzturm, Provianthaus und dem Ostflügel der Kernburg gelegene kleine Platz wird als Geschützhof oder Reitschule bezeichnet. In Kriegszeiten, wenn ein Verlassen der Festung nicht möglich war, wurden hier die Pferde bewegt, um ihnen Auslauf zu bieten. Zu Beginn des 18. Jahrhunderts wurde an die Außenseite des Berings auf Höhe des Provianthauses das langgestreckte Gebäude der Artilleriekaserne angebaut. Deren Dachgeschoss verdeckt mehrere Schießscharten in der dahinter gelegenen Wallmauer.
Unmittelbar westlich von Provianthaus und Artilleriekaserne erhebt sich der Schieferturm, direkt südlich des Kommandantenbaus ein weiterer Rundturm. Dieser wurde im 18. Jahrhundert bei der Umgestaltung des Südflügels der Kernburg zum Treppenaufgang umgebaut. Zwischen dem Kapitänsturm und dem im 16. Jahrhundert zum Artillerieturm ausgebauten Dicken Turm im Südwesten des Berings liegt der in späterer Zeit zum Wohntrakt erweiterte Zeughaustorbau. Das Tor in seinem Untergeschoss wurde bereits im 15. Jahrhundert eingerichtet. Ob es damals durch eine Zugbrücke geschützt wurde, ist unklar, da hier anders als beim Spitaltor im Fürstenbau keine Überreste einer Zugbrückenblende oder Ähnlichem erkennbar sind. Zumindest dürfte im 15. und 16. Jahrhundert – zusätzlich zu der Möglichkeit, Angreifer aus den Schießscharten der beiden flankierenden Türme unter Beschuss zu nehmen – ein dem Bering vorgelagerter Graben als Schutzmaßnahme existiert haben.
Hinter dem Zeughaustor liegt der von den beiden Zeughäusern und dem Westflügel der Kernburg begrenzte Zeughaushof, in dem sich ein weiterer, etwa 30 m tiefer Ziehbrunnen befindet. Dieser wurde jedoch nur als Pferdetränke und Wasserquelle für das einst im Zeughaushof gelegene, heute nicht mehr existierende Waschhaus genutzt. Die beiden Zeughäuser, die in einem leichten Winkel aufeinanderstoßen, dienten vor allem als Lagerraum für Waffen und andere militärische Ausrüstungsgegenstände. Das Alte Zeughaus beherbergte darüber hinaus noch Stallungen, die Amtsräume der Hauptmannschaft Kronach und den fürstbischöflichen Kastenboden, in dem das Zehntgetreide aufbewahrt wurde. An der Außenseite der Knickstelle zwischen den beiden Zeughäusern befindet sich der Luntenturm, dessen Name auf seine einstige Funktion zur Aufbewahrung von Werg und Lunten hinweist.

### Äußerer Bering

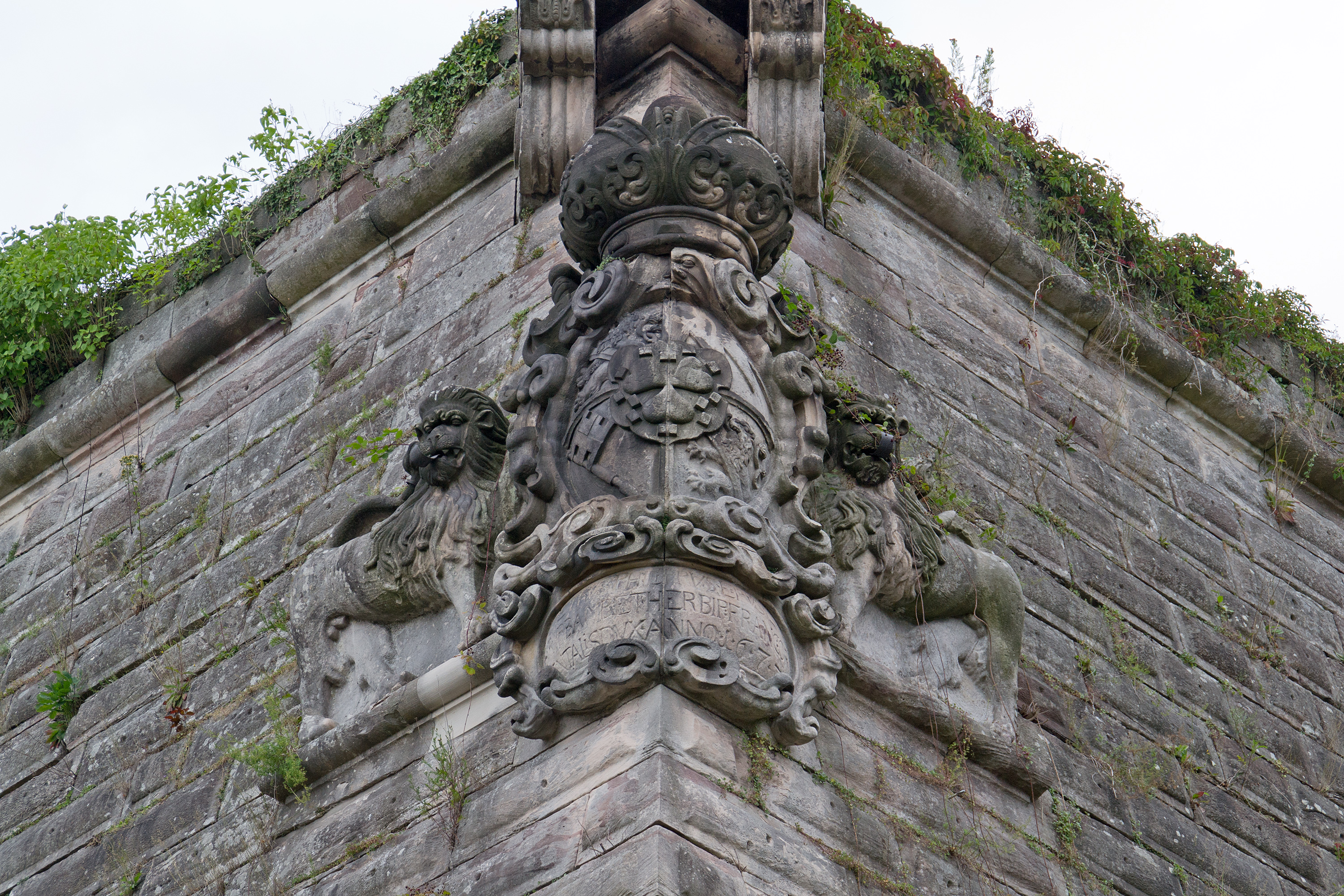
Wappen des Fürstbischofs Peter Philipp von Dernbach an der Bastion St. Heinrich

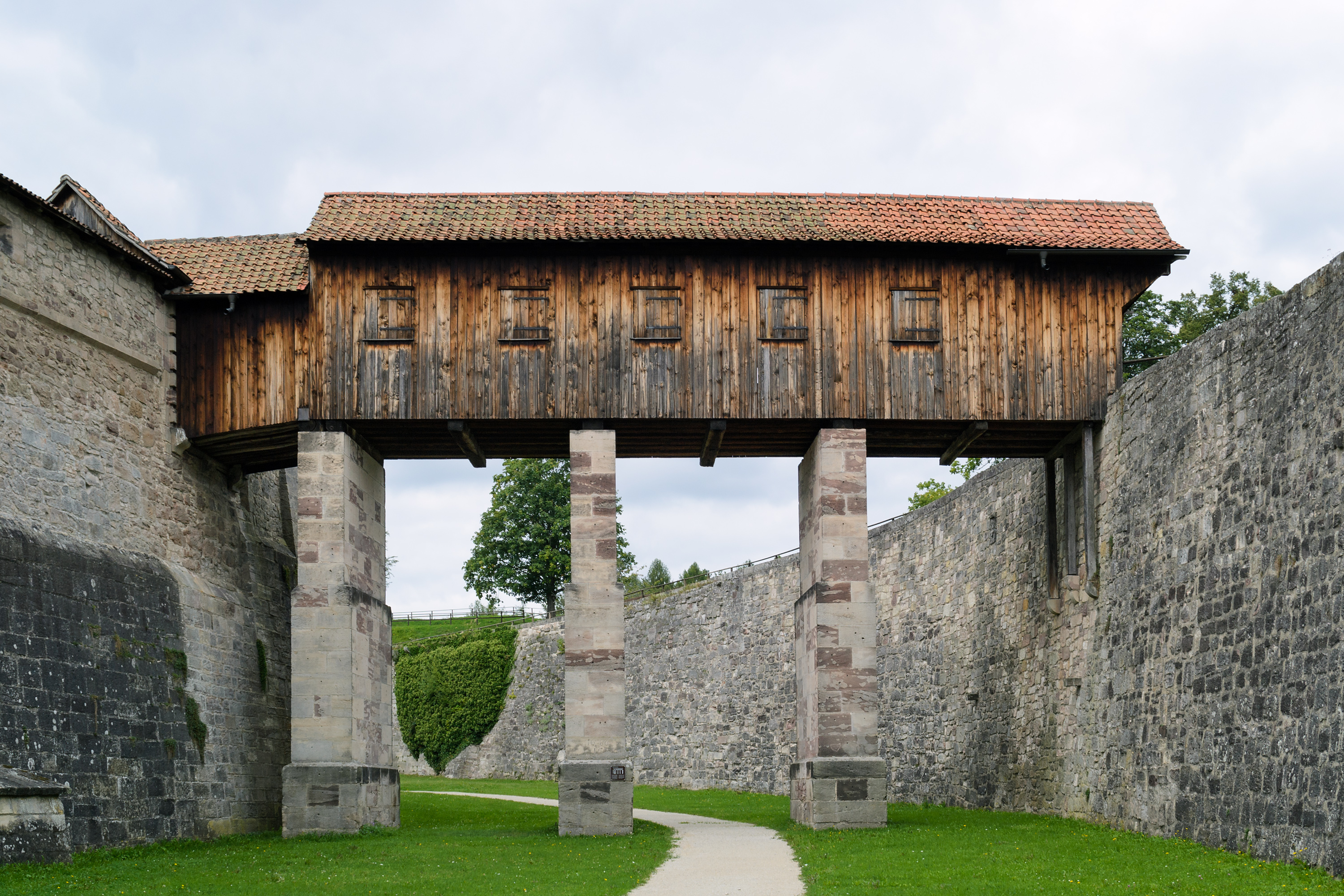
Große Wallbrücke

Der dritte und äußerste Bering besteht aus fünf in der zweiten Hälfte des 17. Jahrhunderts entstandenen barocken Bastionen mit den dazwischen liegenden Kurtinen. An der Außenseite bildet dieses Bastionärsystem ein regelmäßiges Fünfeck, das im Festungsbau als Idealform für kleinere Festungen galt, an der Innenseite nimmt der Befestigungsring die unregelmäßige Rundung des mittleren Berings wieder auf. Die Bastionen werden beginnend am Festungstor im Süden im Uhrzeigersinn gezählt und tragen die Namen St. Kunigunde (I), St. Valentin (II), St. Lothar (III), St. Philipp (IV) und St. Heinrich (V). Bastion I und V wurden nach den Bamberger Bistumsheiligen Kunigunde von Luxemburg und Heinrich II. benannt, die drei anderen tragen die Namen der am Bau beteiligten Fürstbischöfe. Im 19. Jahrhundert, als Kronach und die Festung an Bayern fielen, wurden die Bastionen nach dem bayerischen König, der Königin, dem Kronprinzen etc. umbenannt; diese Namen konnten sich jedoch nicht durchsetzen, sodass heute wieder die ursprünglichen Bezeichnungen gebräuchlich sind. An jeder der fünf Bastionen befinden sich großformatige plastische Wappensteine, mit denen sich die beteiligten Fürstbischöfe repräsentativ als deren Bauherren dargestellt haben. Die Bauwerke sind so konstruiert, dass keine toten Winkel entstehen; alle Stellen rund um die Bastionen sind von anderen Positionen aus einsehbar. Die Flanken sind teilweise abgesenkt, damit die dort positionierten Geschütze den Bereich vor den Kurtinen bestreichen konnten. Zum Schutz wurden die Kanonen in Geschützkasematten hinter den Flanken zurückgezogen. An einigen Eckpunkten der Bastionen befinden sich erkerförmige Wachhäuschen. Es sind Rekonstruktionen aus dem 20. Jahrhundert; die Originale wurden 1806 auf Befehl Napoleons zerstört.
Die einzigen direkten Verbindungen zwischen dem mittleren und dem äußeren Bering stellen die beiden Wallbrücken dar. Die etwa 12 m hohe und 17 m lange Große Wallbrücke befindet sich im Nordosten des mittleren Wallgrabens zwischen Pulverturm und Salzturm, die Kleine Wallbrücke ist im Westen an das Alte Zeughaus angebaut. Beide bestehen aus Holz und ruhen auf steinernen Pfeilern. Im Kriegsfall wurden die Brücken mit leicht brennbarem Material gefüllt, um sie bei einer Erstürmung des äußeren Berings in Brand stecken und so den Feind am weiteren Vordringen in die inneren Bereiche der Festung hindern zu können.
Das repräsentativste Bauwerk der Festung ist das zwischen den beiden südlichen Bastionen gelegene Festungstor, das 1662 unter Fürstbischof Philipp Valentin Voit von Rieneck der bereits bestehenden Wallmauer vorgeblendet wurde. Obwohl der Bau von Johann Christein ausgeführt wurde, stammt der Entwurf mit großer Wahrscheinlichkeit von Antonio Petrini, der für stilistisch sehr ähnliche Tore der Zitadelle Petersberg in Erfurt, der Zitadelle Mainz, der Festung Marienberg in Würzburg sowie das Burkarder und das Zeller Tor der Würzburger Stadtbefestigung verantwortlich zeichnete. Ein weiteres, dem Kronacher Tor überaus ähnliches Bauwerk ist das ebenfalls von Christein erbaute Nürnberger Tor in Forchheim. Das Festungstor Rosenbergs besteht aus drei parallel verlaufenden Tunneln, die nicht gerade durch die Wallmauer führen, sondern einen Knick aufweisen, um dem Feind die direkte Sicht auf die Kernburg und deren Beschuss durch das Tor zu verwehren. Von außen gesehen verläuft links neben dem in der Mitte gelegenen Fahrtunnel ein kleinerer Tunnel für Fußgänger. Der rechte Tunnel ist nur von der Innenseite der Wallmauer her zugänglich und endet an der Außenseite in einem sogenannten Ochsenauge. Ursprünglich wurde das Tor durch einen vorgelagerten Graben, eine Zugbrücke und ein Fallgatter im Fahrtunnel geschützt. Nach der Aufhebung der Festungseigenschaft Rosenbergs im Jahr 1867 wurden diese Schutzmaßnahmen jedoch nach und nach entfernt. Noch vorhanden sind Ausgusslöcher für Pech oder heißes Wasser an den beiden Enden von Fahr- und Fußgängertunnel, sogenannte Pechnasen, und mehrere Schießscharten, durch die in die Torhalle vorgedrungene Feinde von den anderen Tunneln aus beschossen werden konnten.

### Nördliche Außenanlagen

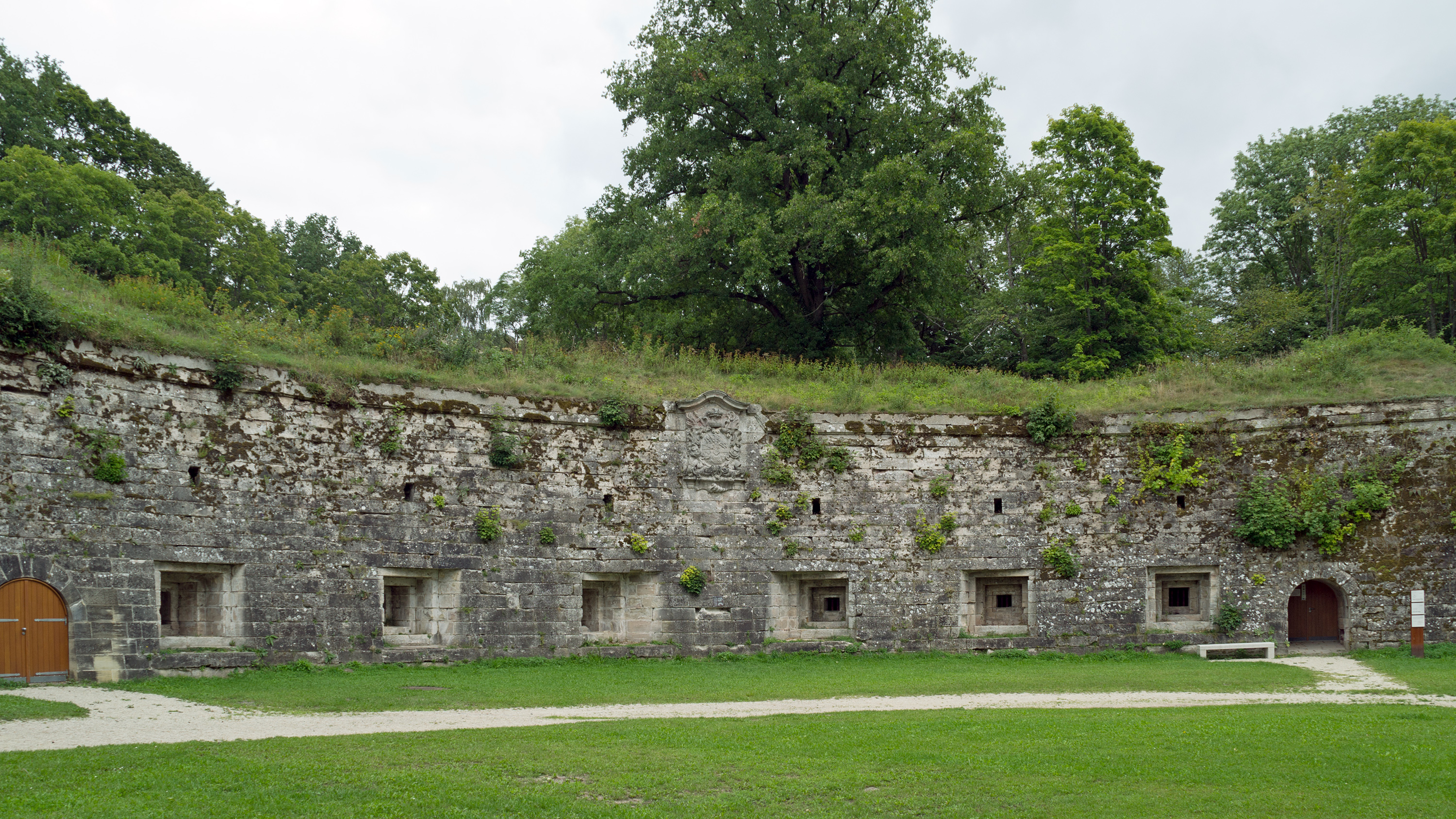
Innere Rundung der Contregarde Carl

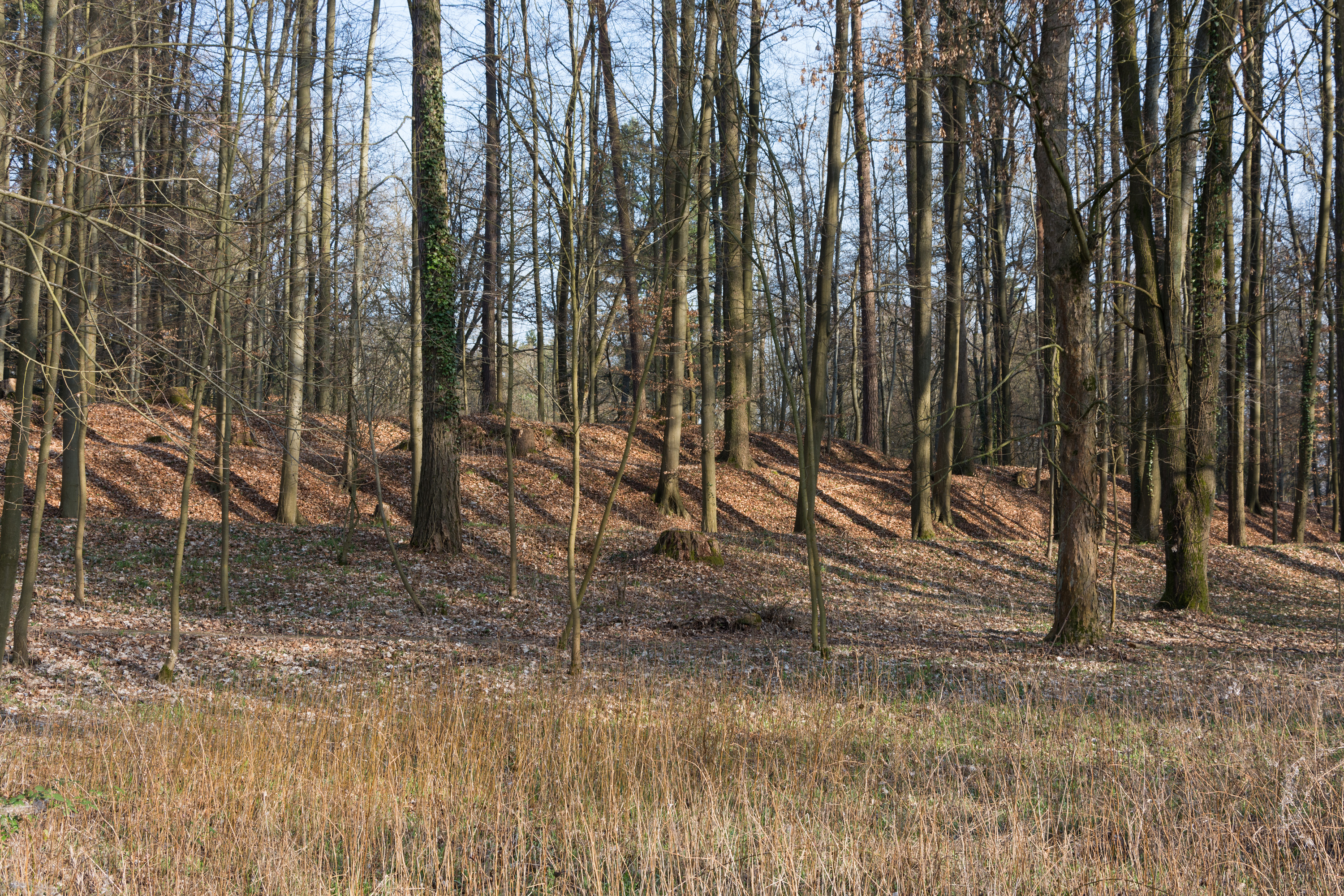
Reste der ehemaligen Erdwerke im nördlichen Vorfeld der Festung

Außerhalb der beiden nördlichen Bastionen wurden im 18. Jahrhundert vier Außenwerke errichtet. Diese dienten einerseits als Annäherungshindernisse und sollten andererseits den beiden Bastionen zusätzlichen Schutz vor direktem Beschuss bieten, da die Nordseite der Festung die Hauptangriffsseite darstellte. Die Außenwerke tragen wie die Bastionen teilweise die Namen ihrer Bauherren und sind entsprechend ihrer chronologischen Bauabfolge durchnummeriert.
Direkt gegenüber der Bastion St. Lothar befindet sich das Werk VI, die sogenannte Contregarde Carl, benannt nach Fürstbischof Friedrich Karl von Schönborn-Buchheim. Die zur Festung gewandte innere Rundung der Kontergarde ist kasemattiert und in Bodennähe mit sechs Schießscharten für Kanonen ausgestattet, durch die der gesamte äußere Wallgraben bestrichen werden konnte. Dies ist für die Entstehungszeit des Werks sehr ungewöhnlich, da die Verteidigung einer Festungsanlage seinerzeit fast ausschließlich von der Oberfläche der Bastionen oder Außenwerke herab erfolgte. Über dem großformatigen Wappen des Fürstbischofs an der Nordspitze der Kontergarde befand sich ursprünglich ein Wachttürmchen, das wie bei den Bastionen 1806 auf Anweisung Napoleons zerstört wurde.
Unmittelbar westlich der Contregarde Carl liegt Werk VII, das zum Schutz der Kurtine zwischen den Bastionen St. Lothar und St. Valentin errichtete und nach Fürstbischof Johann Philipp Anton von und zu Frankenstein benannte Ravelin Anton. Mit seinem an eine Pfeilspitze erinnernden Grundriss besitzt dieses Werk eine sehr ungewöhnliche Bauform, da Ravelins sonst fast immer einen dreieckigen Grundriss besitzen. Ähnlich ungewöhnlich geformte Ravelins finden sich in Deutschland lediglich auf der Festung Königstein bei Dresden und der Festung Ehrenbreitstein bei Koblenz.
Westlich des Ravelins befindet sich vor der Bastion St. Valentin das Werk VIII, der namenlose Waffenplatz, und südöstlich der Contregarde Carl das Werk IX, der wie das Ravelin Anton nach Fürstbischof von und zu Frankenstein benannte Waffenplatz Philipp. Beide entsprechen in keiner Weise der traditionellen Beschreibung eines Waffenplatzes, bei dem es sich zumeist um einen durch Erdwälle geschützten Bereich hinter dem Glacis handelte, der der Festungsbesatzung bei einem Ausfall als Sammelpunkt und Waffenlager dienen sollte. Die beiden Waffenplätze der Festung Rosenberg sind hingegen aus Sandsteinquadern errichtete Bauwerke, die auf gleicher Höhe wie die beiden anderen Außenwerke liegen und nicht direkt an das Glacis angrenzen. Vermutlich waren die unregelmäßigen Grundrisse der Bauwerke, die keine Zuordnung zu einem herkömmlichen Typ von Außenwerk zulassen, der Grund für die Bezeichnung als Waffenplatz.
Auch das seinerzeit von höherem Bewuchs frei gehaltene Gelände nördlich der Außenwerke, das Glacis, war in die Verteidigungsplanungen der Festung einbezogen. Neben diversen Schanzen wurden dort mehrere unterirdische Stollen als Vorbereitung für einen Minenkrieg angelegt. Im Falle einer Belagerung sollten diese Stollen weiter bis unter die feindlichen Linien vorangetrieben werden, um dort Sprengstoff zur Explosion zu bringen und so dem Gegner Verluste zufügen zu können. Insgesamt beträgt die mit Befestigungsanlagen überbaute Fläche einschließlich der drei Wallgräben und der Vorwerke etwa 8,5 ha. Zusammen mit den Erdwerken im nördlichen Vorfeld der Festung, das heute wieder teilweise von Wald bedeckt ist, betrug das gesamte befestigte Terrain einst 23,6 ha.

## Geschichte

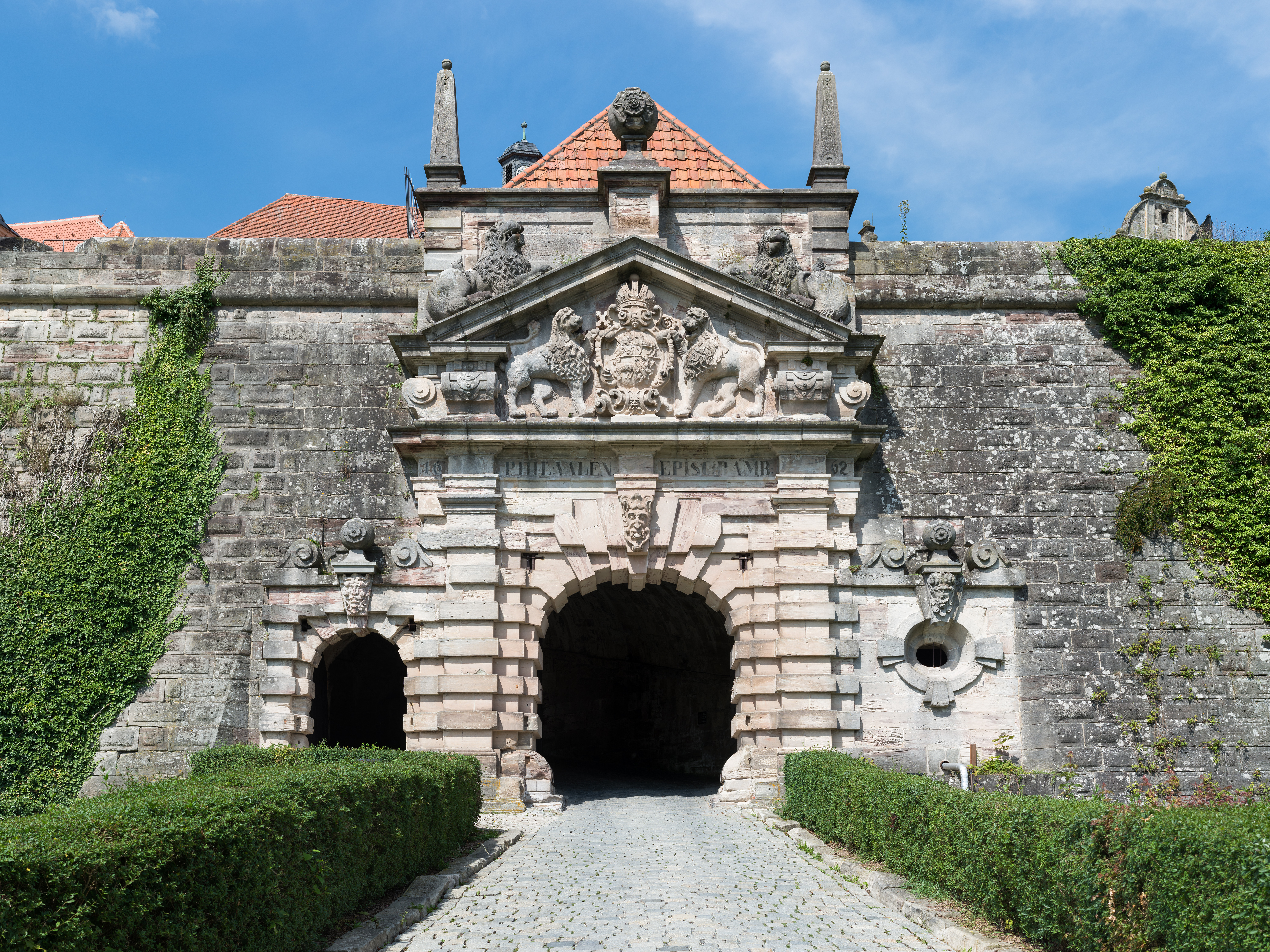
Festungstor mit Wappen des Fürstbischofs Philipp Valentin Voit von Rieneck

Kronach und die umliegenden Gebiete gehörten von 1122 bis zum Beginn des 19. Jahrhunderts, als das Hochstift Bamberg säkularisiert wurde, zum Besitz der Bamberger Fürstbischöfe. Um ihre Machtposition zu festigen und ihr Territorium nach außen hin abzusichern, bauten diese Rosenberg nach und nach von einer mittelalterlichen Schutzburg zur neuzeitlichen Festungsanlage aus. Im Laufe ihrer langen Geschichte wurde die Festung nie gewaltsam von Feinden eingenommen; während des Bauernkrieges 1525 befand sie sich jedoch einige Zeit in der Hand der aufständischen Bauern. Ab dem 17. Jahrhundert diente Rosenberg mehrfach als Zufluchtsort für den Bamberger Landesherrn, den Domschatz und das Domarchiv. Zuletzt suchte Christoph Franz von Buseck, der letzte Fürstbischof des Hochstifts, Ende des 18. Jahrhunderts hier Unterschlupf. Nachdem Stadt und Festung bayerisch geworden waren, verlor die Anlage im 19. Jahrhundert weitgehend ihre militärische Bedeutung und wurde 1888 schließlich an die Stadt Kronach verkauft. Heute wird die Festung, die sich noch immer im alleinigen Besitz der Stadt befindet, vorwiegend touristisch genutzt.

### Geschichte im Hochstift Bamberg
Gründer der späteren Festung Rosenberg war möglicherweise Bischof Otto I. von Bamberg. Dieser hatte Kronach und die umliegenden Gebiete, das sogenannte „praedium crana“, 1122 von Kaiser Heinrich V. als Geschenk für seine Vermittlertätigkeit beim Wormser Konkordat erhalten und ließ laut Verzeichnis des Klosters Michelsberg in Bamberg um 1130 bei Kronach ein „steinernes Haus und einen Turm“ errichten. Archäologisch konnte bislang jedoch nicht nachgewiesen werden, dass diese Bauwerke tatsächlich auf dem Rosenberg standen. Möglicherweise befanden sie sich im Bereich einer im achten oder neunten Jahrhundert entstandenen Siedlung, deren Überreste im Jahr 1989 rund drei Kilometer nördlich der Kronacher Kernstadt zwischen den heutigen Stadtteilen Birkach und Friesen entdeckt wurden. Unter anderem wurden dort die steinernen Fundamente einer Turmburg gefunden, die auf das zwölfte Jahrhundert datiert wurden.
Erstmals urkundlich erwähnt wurde der Name Rosenberg als „Rosenberc“ in einem Schreiben von Papst Innozenz IV. vom 12. Juni 1249. Bischof Heinrich I. von Bilversheim hatte die Stadt und deren Umland im Jahr 1246 an Otto II. von Schaumberg verpfändet und der Papst sollte in dem daraus entstandenen Streit vermitteln. Im Langenstadter Vertrag von 1260, der die Rückgabe der verpfändeten Gebiete an das Hochstift Bamberg regelte, fand das „castrum in Ronssenberg“ Erwähnung. Dementsprechend muss Mitte des 13. Jahrhunderts eine Burg auf dem Rosenberg gestanden haben. Über deren Aussehen ist jedoch kaum etwas bekannt. In den folgenden beiden Jahrhunderten wurden die Befestigungen dieser Burg immer weiter verstärkt, um mit der fortschreitenden Entwicklung der Militärtechnik Schritt zu halten. So ließ Fürstbischof Philipp von Henneberg Ende des 15. Jahrhunderts um die bereits bestehenden Gebäude einen zweiten Mauerring mit mehreren Türmen errichten.
Während des Bauernkrieges befand sich der Rosenberg 1525 für einige Zeit in der Hand der aufständischen Bauern, da sich Rat und Bürger von Kronach unter Führung des fürstbischöflichen Kastners Kunz Dietmann an dem Aufstand beteiligten und Stadt und Burg kampflos übergaben. Allerdings richtete sich das Aufbegehren der Kronacher vor allem gegen die Ritterschaft und nicht gegen den Bamberger Landesherrn. Nach der Niederschlagung des Aufstandes am 26. Juni 1525 ließ Fürstbischof Weigand von Redwitz vier der Anführer hinrichten; Dietmann behielt sein Leben, musste hierfür jedoch 800 Gulden an den Fürstbischof entrichten. Auch die Stadt Kronach wurde mit einer Strafzahlung in Höhe von 2000 Gulden belegt.
Bereits wenige Jahrzehnte später mussten sich Stadt und Festung im Zweiten Markgrafenkrieg wiederum eines Angreifers erwehren: Albrecht II. Alcibiades, Markgraf von Brandenburg-Kulmbach, marschierte am 10. Oktober 1553 vor Kronach auf und forderte die Übergabe der Stadt. Da sich die Kronacher weigerten und eine Belagerung der befestigten Stadt mit seiner relativ kleinen Truppe nicht möglich war, musste Alcibiades unverrichteter Dinge abziehen. Ungleich schlimmer hatte der Markgraf zuvor die restlichen Gebiete des Hochstifts Bamberg heimgesucht: Er nahm unter anderem die Stadt Forchheim im Süden des Hochstifts ein und bedrohte die nicht von einer Stadtbefestigung geschützte Bischofsstadt Bamberg, die sich schließlich am 19. Mai 1552 geschlagen geben musste.
Als Reaktion auf die Erfahrungen aus diesen beiden Kriegen wurden nach der Niederlage des Markgrafen die Befestigungen Rosenbergs weiter verstärkt. So entstand gegen Ende des 16. und zu Beginn des 17. Jahrhunderts außerhalb der beiden bereits existierenden Befestigungsringe ein dritter Bering aus vier, hauptsächlich aus Erde und Holz bestehenden Basteien. Daneben wurde vor allem unter Fürstbischof Veit II. von Würtzburg die Burganlage zum Wohnschloss im Stil der Renaissance ausgebaut. Ziel war es, Rosenberg neben Bamberg und Forchheim als dritte Residenz der Bamberger Fürstbischöfe zu etablieren.

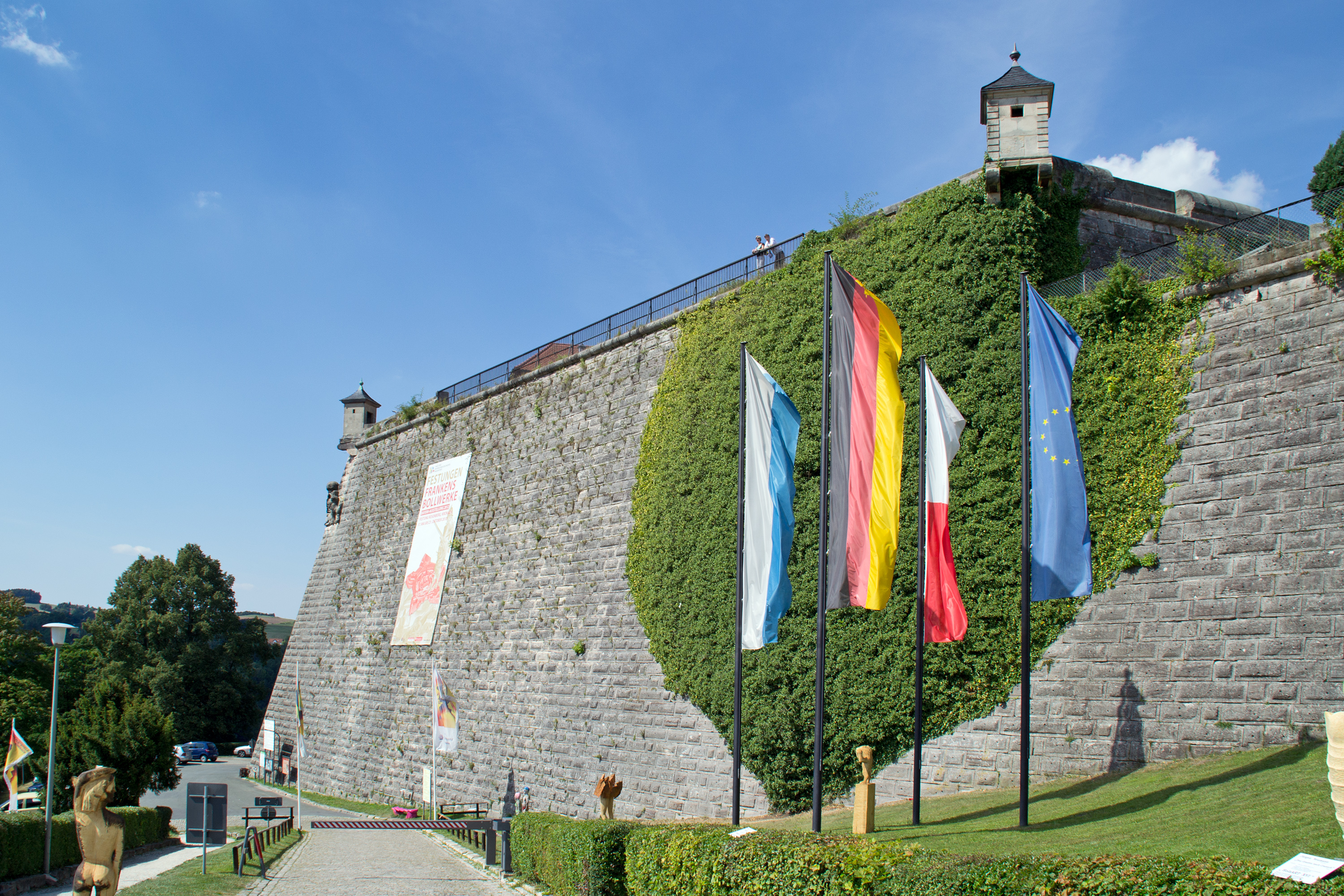
Südseite der Bastion St. Kunigunde

Der Dreißigjährige Krieg stellte eine große Bewährungsprobe für die Festung und die Stadt Kronach dar. In den Jahren 1632 bis 1634 mussten sich die Bewohner mehrerer Angriffe und Belagerungen durch die Schweden und deren deutsche Verbündete – unter anderem Coburg und Brandenburg-Kulmbach – erwehren. Durch die entschiedene Gegenwehr der Kronacher – insbesondere der Frauen – konnten die Angreifer jedoch erfolgreich zurückgeschlagen werden. Für ihre Tapferkeit bei der Verteidigung von Stadt und Festung wurden den Kronachern von Fürstbischof Melchior Otto Voit von Salzburg im Jahr 1651 ein neues Stadtwappen und verschiedene Privilegien für Bürgermeister und Stadtrat verliehen. Die Bürger revanchierten sich 1654 mit der Errichtung einer Ehrensäule für den Bischof. Seit 1633 wird jährlich zum Gedenken an die erfolgreiche Abwehr der Angriffe eine Schwedenprozession durch Altstadt und Festung durchgeführt.
Obwohl Stadt und Festung erfolgreich verteidigt werden konnten, zeigte sich, dass die vorgeschobenen Verteidigungsanlagen nicht mehr den Erfordernissen der Militärtechnik entsprachen. Deshalb wurde unmittelbar nach Ende des Krieges und Abzug der Schweden aus Süddeutschland die Modernisierung der Festung in Angriff genommen. In der zweiten Hälfte des 17. Jahrhunderts wurden die vier bereits bestehenden Basteien abgetragen und durch ein Verteidigungssystem aus fünf barocken Bastionen ersetzt. Den beiden Bastionen im Norden der Festung wurden in der Mitte des 18. Jahrhunderts noch vier Vorwerke als zusätzliche Schutzmaßnahme zur Hauptangriffsseite hin vorgelagert.
Erstmals bewähren konnten sich diese Verteidigungsanlagen im Siebenjährigen Krieg: Am 10. Mai 1759 näherten sich preußische Truppen unter Generalmajor Karl Gottfried von Knobloch der Stadt. Sie lagerten auf dem östlich des Rosenbergs gelegenen Kreuzberg und nahmen Kronach von dort aus unter Beschuss. Allerdings war die eingesetzte Feldartillerie nicht stark genug, um die Festung zu erreichen, und auch in der Stadt selbst richteten die Geschosse nur geringe Schäden an. Im Gegenzug reichten die Geschütze der Festung Rosenberg durchaus bis zu den preußischen Stellungen, sodass von Knobloch die Belagerung abbrechen ließ und mit seinen Truppen in Richtung Süden weiter zog.

### Geschichte in Bayern

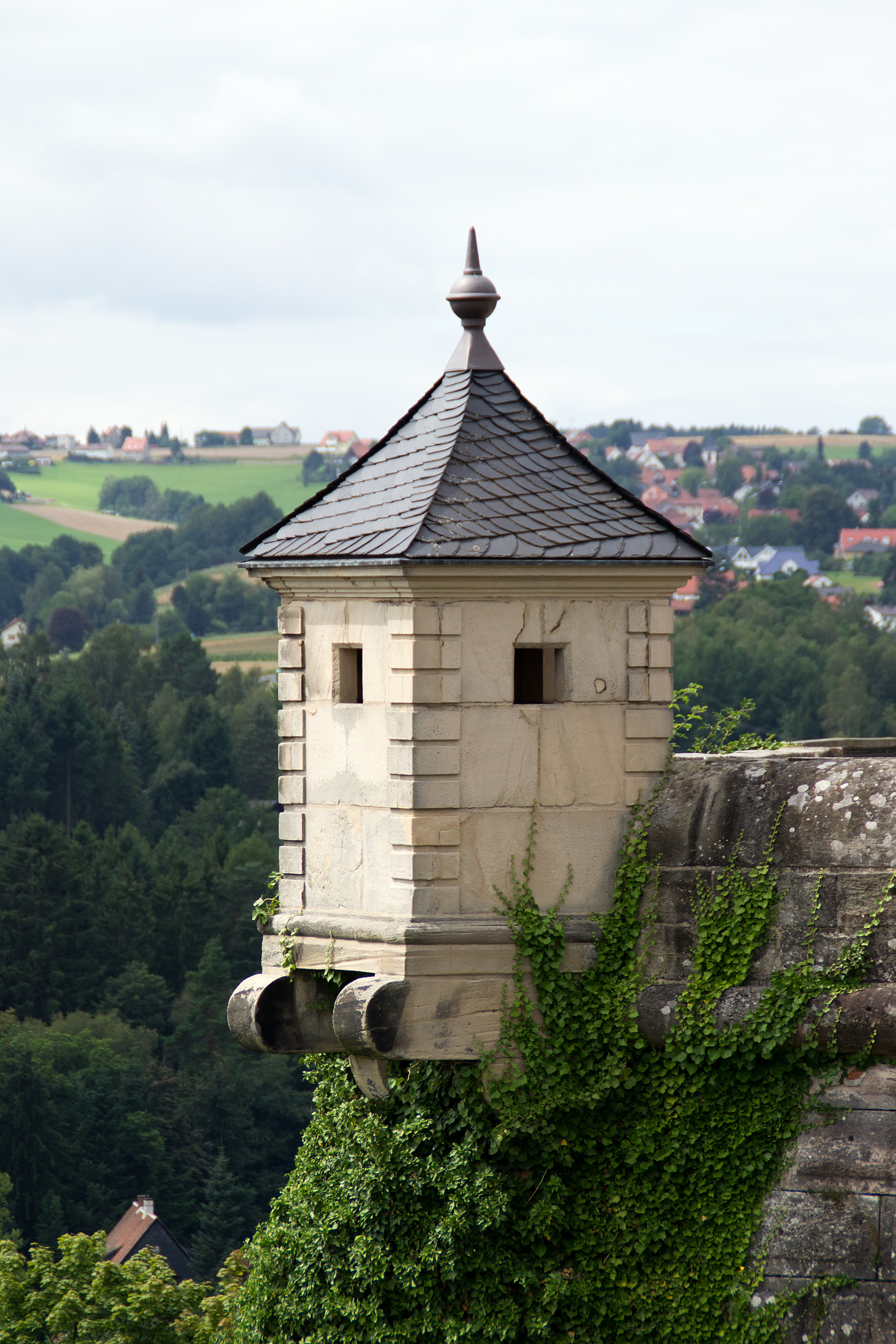
Wachhäuschen der Bastion St. Kunigunde

Mit der Säkularisation des Hochstifts Bamberg fielen Kronach und die Festung im Jahr 1803 (de facto bereits 1802) an das Kurfürstentum Bayern. Starke Veränderungen in der Art der Kriegsführung mit der Abkehr von Belagerungen und der Hinwendung zum Bewegungskrieg und der Entwicklung immer weiter tragender Angriffswaffen sorgten dafür, dass Festungsanlagen im 19. Jahrhundert zunehmend ihre militärische Bedeutung verloren. Lediglich aufgrund ihrer strategisch hervorragenden Lage am Rand des bayerischen Herrschaftsgebiets blieb Rosenberg zunächst als Garnisonsstandort erhalten. Bereits im Jahr 1805 wurde praktisch die komplette Ausstattung der Festung nach Würzburg überführt oder verkauft.
Anfang Oktober 1806 diente die Festung Rosenberg als Lager für das Heer des französischen Kaisers Napoleon Bonaparte, der von hier aus seinen Feldzug gegen Preußen begann. Auf seinen Befehl wurden die insgesamt 14 Wachhäuschen an den Eckpunkten der Bastionen und das Wachhäuschen an der Nordspitze der Contregarde Carl entfernt. Napoleon wollte die Festung bei einem möglichen Scheitern seiner Pläne als Deckung für den Rückzug nutzen und fürchtete, die erkerförmigen Bauwerke könnten feindlichen Truppen als Zielpunkte für Geschütze dienen. Ein Teil der zerstörten Wachhäuschen wurde im 20. Jahrhundert rekonstruiert.
Im Vorfeld von Napoleons Russlandfeldzug von 1812 war die Stadt Kronach von März bis September 1812 Etappenplatz für in Richtung Russland ziehende französische, italienische und bayerische Truppenkontingente. Die Festung wurde in Verteidigungsbereitschaft versetzt, die Besatzung aufgestockt und neue Geschütze aufgestellt. Nach der Niederlage der Grande Armée wurde Rosenberg im Frühjahr 1813 erneut in Verteidigungsbereitschaft versetzt. Um die Nordseite der Festung besser verteidigen zu können, wurde das oberste Geschoss des Bergfrieds abgebrochen und dort eine Geschützstellung für zwei 18-Pfünder-Kanonen eingerichtet. Über dem Tretbrunnen im Innenhof der Kernburg wurde ein beschusssicheres Gewölbe erbaut. Obwohl in der Folge wiederum große Truppenkontingente durch die Stadt zogen, fanden im Raum Kronach keine Kämpfe statt. In den folgenden Jahrzehnten wurde die Festung noch mehrfach unter Waffen gestellt, zuletzt im Deutschen Bruderkrieg von 1866. Zu nennenswerten Kampfhandlungen kam es jedoch in keinem der Fälle.
Nachdem am 10. Mai 1867 die Festungseigenschaft Rosenbergs durch das Kriegsministerium offiziell aufgehoben worden war, diente die Festung bis Anfang Februar 1869 als Militärgefängnis und wurde anschließend bis Ende März 1869 in eine für 100 Personen ausgelegte zivile Haftanstalt umgewandelt, verblieb jedoch unter militärischer Verwaltung. Neben „gewöhnlichen“ Häftlingen waren auf Rosenberg Personen untergebracht, die nach damaligem Strafrecht aufgrund einer höheren Bildung oder eines höheren gesellschaftlichen Standes zur Verbüßung einer Festungshaft verurteilt worden waren. Zu diesen Festungshäftlingen gehörten vor allem in den Jahren 1869/70 mehrere Vertreter des politischen Katholizismus, der sich gegen eine Annäherung Bayerns an den von Preußen dominierten Norddeutschen Bund wandte. Unter ihnen befand sich der Journalist Johann Baptist Sigl, ab 1869 Herausgeber der katholischen Tageszeitung Das bayerische Vaterland, der wegen Beleidigung des preußischen Königs während seiner Zeit als Redakteur des Volksboten verurteilt worden war. Auch zahlreiche katholische Geistliche waren aus demselben Grund in Kronach inhaftiert. Nach dem Ausbruch des Deutsch-Französischen Krieges von 1870/71 wurden die wegen Majestätsbeleidigung Verurteilten von König Ludwig II. begnadigt und aus der Haft entlassen, um die Festung für die Unterbringung französischer Kriegsgefangener nutzen zu können. Nach dem Krieg waren nur noch wenige Häftlinge auf Rosenberg untergebracht, sodass die Strafanstalt im Jahr 1875 geschlossen wurde. Am 14. Mai 1888 erwarb die Stadt Kronach für 32.000 Mark die insgesamt 23,6 Hektar große Anlage und bewahrte sie so vor der Schleifung.
Während des Ersten Weltkriegs unterhielt die Bayerische Armee in der Festung ein Kriegsgefangenenlager für Offiziere. Hierfür war zunächst eine umfassende Instandsetzung der inzwischen weitgehend leerstehenden Räumlichkeiten und die Ausstattung mit neuer Einrichtung für die Unterbringung von rund 90 Gefangenen und deren Wachpersonal erforderlich. In den vier Jahren, in denen das Lager bestand, waren dort insgesamt 98 französische Offiziere und 24 Soldaten, 206 russische Offiziere und 64 Soldaten, 29 englische Offiziere, sowie ein belgischer Offizier und acht Soldaten untergebracht. Die Offiziere genossen im Vergleich zu den einfachen Mannschaftsrängen verschiedene Vergünstigungen hinsichtlich Quartier und Verpflegung. Daneben war ihnen die Teilnahme an Spaziergängen außerhalb der Festungsmauern gestattet, wenn sie ihr Ehrenwort gaben, keinen Fluchtversuch zu unternehmen. Ein Bruch dieses Ehrenwortes wurde nach dem Militärstrafgesetz mit dem Tod bestraft. Zu den gefangenen Offizieren gehörte vom 20. Juli bis 21. November 1917 auch der französische Hauptmann Charles de Gaulle, der spätere General und Staatspräsident von Frankreich. De Gaulle gab das geforderte Ehrenwort nicht und wurde nach zwei Fluchtversuchen, für die er mit je 60 Tagen verschärftem Arrest bestraft wurde, zunächst in ein Lager in der Festung Ingolstadt und später auf die Wülzburg in der Nähe von Weißenburg in Bayern verlegt. Im Anschluss an die Auflösung des Kronacher Lagers im November 1918 diente die Festung als zivile Wohnung, unter anderem für den Bürgermeister und höhere Beamte.
Während des Zweiten Weltkriegs diente Rosenberg von 1942 bis 1944 als Arbeitslager für die Unterbringung von polnischen und sowjetischen Zwangsarbeitskräften, die in der Porzellanfabrik Rosenthal in Kronach bei der Herstellung von Industrieporzellan eingesetzt wurden. Gegen Ende des Zweiten Weltkriegs sollten auf der Festung unter der Tarnbezeichnung „GeKro“ (Gefängnis Kronach) Teile für den Raketenjäger Messerschmitt Me 163 produziert werden. Hierfür wurden durch die Organisation Todt diverse Veränderungen an den Kasematten der Bastionen St. Lothar und St. Philipp vorgenommen und zwischen Contregarde Carl und Waffenplatz Philipp Betonarbeiten durchgeführt. Die geplanten Produktionshallen wurden jedoch nie fertiggestellt und in Betrieb genommen, wodurch Festung und Stadt von einer Bombardierung durch alliierte Bomberverbände weitgehend verschont blieben. Nach 1945 diente die Festung zeitweise als Flüchtlingslager, später wurden mehrere feste Wohnungen eingerichtet, die zum Teil bis in die 1980er Jahre Bestand hatten.

### Heutige Nutzung

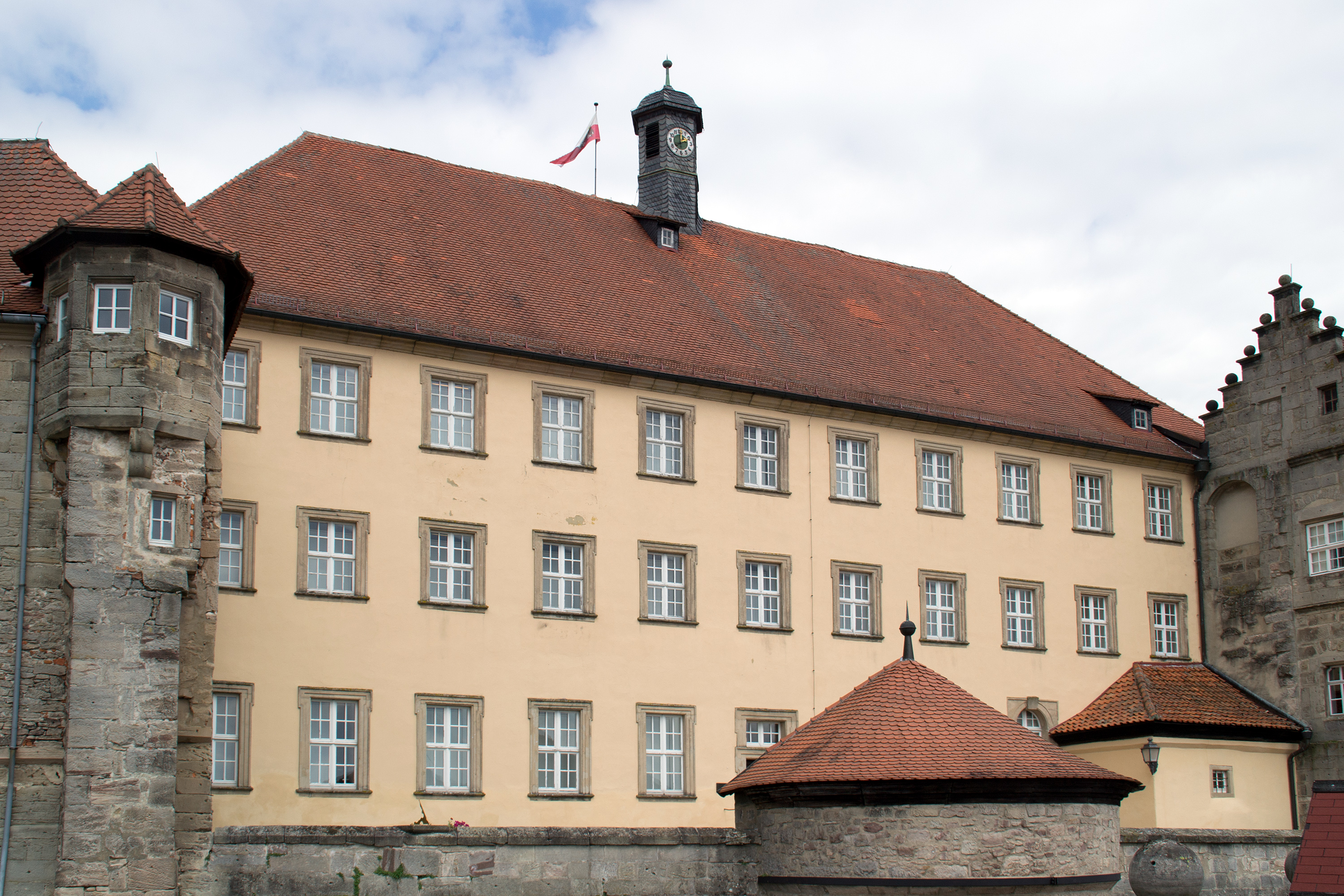
Kommandantenbau

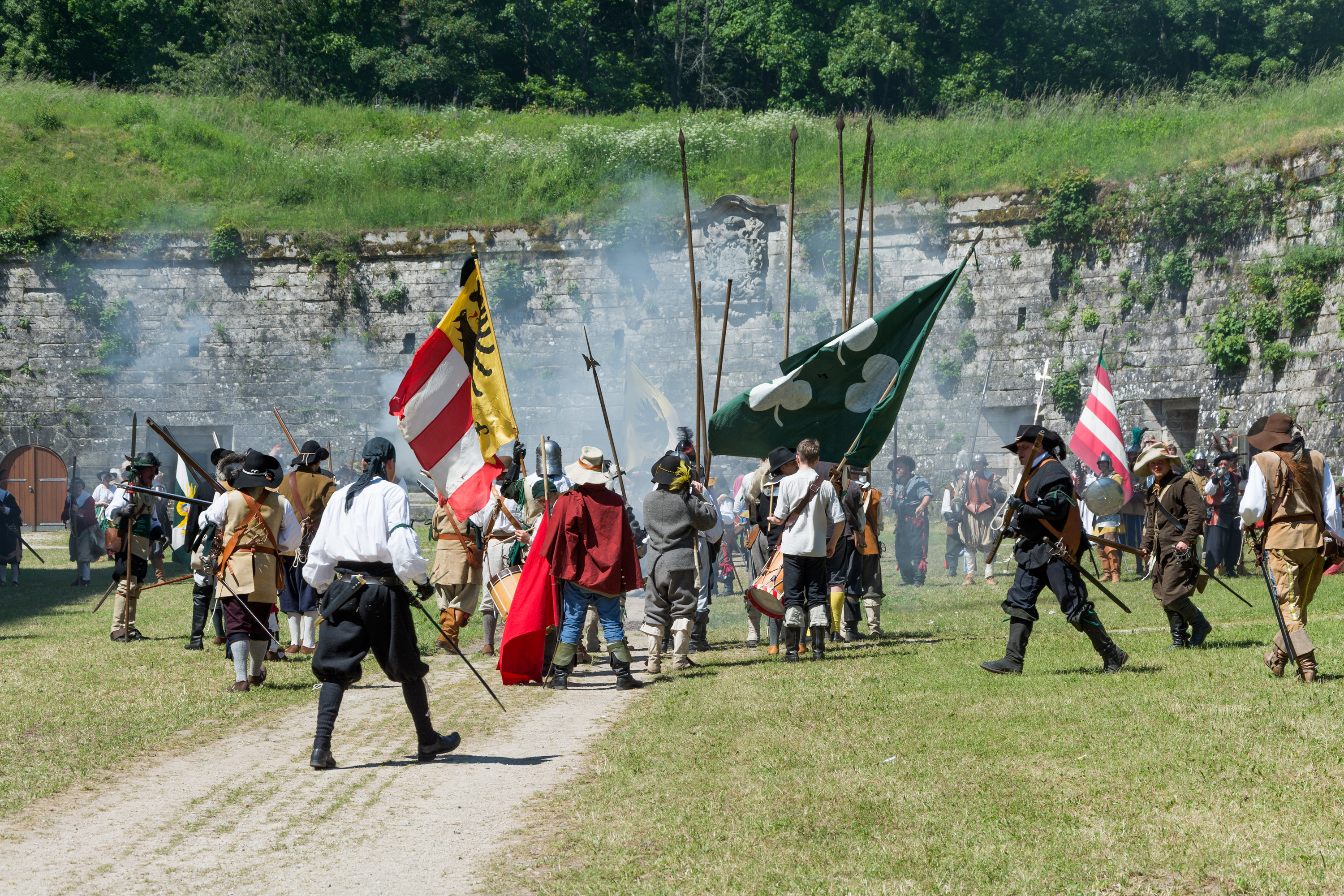
Crana Historica 2014: Reenactment eines Angriffs auf die Festung im Dreißigjährigen Krieg

Die Festung Rosenberg steht heute unter Denkmalschutz. Sie befindet sich noch immer im alleinigen Besitz der Stadt Kronach und belastet deren Haushalt stark. Von 1980 bis Anfang 2017 wurden insgesamt etwa 40 Millionen Euro für Instandhaltung und Sanierung und die touristische Erschließung der Anlage aufgewendet. Die Bauarbeiten, die auf dem 2008 beschlossenen sogenannten Festungsnutzungskonzept basieren, sollen Mitte der 2020er Jahre abgeschlossen werden. Das jährliche Budget beläuft sich auf eine Million Euro. In den Jahren 2013 bis 2015 wurde die Sanierung der Festung vom Freistaat Bayern mit 4,2 Millionen Euro gefördert; die Eigenleistung der Stadt für diesen Zeitraum belief sich auf 250.000 Euro. Auch in den Jahren 2016 bis 2018 wurden die Sanierungskosten zu rund 90 % mit Fördermitteln des Freistaats gedeckt.
Im Südflügel der Kernburg, dem sogenannten Kommandantenbau, befindet sich seit Juli 1983 die Fränkische Galerie, ein Zweigmuseum des Bayerischen Nationalmuseums. Auf etwa 1000 m² Ausstellungsfläche, die sich über 13 Räume auf drei Etagen verteilt, wird vor allem fränkische Kunst des 13. bis 16. Jahrhunderts präsentiert. Zu den Exponaten gehören Werke von Wolfgang Katzheimer, Adam Kraft, Hans von Kulmbach, Paul Lautensack und Veit Stoß. Eigene Abteilungen der Galerie sind dem Schaffen Tilman Riemenschneiders und des aus Kronach stammenden Lucas Cranach und deren Werkstätten gewidmet. Neben den Werken fränkischer Künstler werden auch verschiedene Exponate aus Frankreich und Nordwestdeutschland gezeigt. Seit 2013 wird in der Fränkischen Galerie die Ausstellung Festungen – Frankens Bollwerke präsentiert, die einen Überblick zur Entstehungs- und Entwicklungsgeschichte fränkischer Festungen bietet.
Seit 1994 wird ein Teil des Ostflügels ebenfalls museal genutzt. Im sogenannten Fürstenbau werden Sonderausstellungen gezeigt. Die restlichen Räume des Ostflügels und der Nord- und der Westflügel werden von der Festungsherberge genutzt.
Auf einer Freilichtbühne auf der Bastion St. Heinrich finden seit 1995 alljährlich die Rosenberg-Festspiele statt, bei denen verschiedene Klassiker der Theaterliteratur in modernen, volksnahen Inszenierungen dargeboten werden. Die Spiele wurden ursprünglich von Daniel Leistner und Ulrike Mahr unter dem Namen Faust-Festspiele ins Leben gerufen und umfassten bis 2015 immer Aufführungen von Johann Wolfgang von Goethes Stück Faust. Eine Tragödie, dem die Festspiele ihren Namen verdankten. Nach der Saison 2015 wurde der Vertrag mit Daniel Leistner, der bis dahin Intendant der Festspiele war, von der Stadt Kronach nicht verlängert. Die Festspiele auf der Festung Rosenberg wurden 2016 mit verändertem Konzept, einem neuen Führungsteam und einem neuen Namen fortgesetzt.
Im äußeren Wallgraben findet seit 2007 alljährlich das Musikfestival Die Festung rockt statt, das vom Kronacher Jugend- und Kulturtreff Struwwelpeter organisiert wird und sich vor allem an Jugendliche und junge Erwachsene richtet. Ebenfalls seit 2007 wird im mittleren Wallgraben die Rosen- und Gartenmesse veranstaltet. Eingebettet in ein buntes Rahmenprogramm, werden hier Produkte und Informationen rund um das Thema Garten präsentiert. Im Rahmen der Sommerakadamie Cranach-Werkstätten werden jährlich im Juli/August verschiedene Künstlerkurse für Laien angeboten. Alle zwei Jahre findet seit 2008 (jeweils in den geraden Jahren) das Festival Crana Historica auf der Festung statt, das mit einem Feldlager, Märkten, einer Waffenschau mit Schaubetrieb historischer Bombarden und Mörser, Musik und Reiterspielen die Geschichte von Stadt und Festung nahebringt. Bei dem jährlich stattfindenden Festival Kronach leuchtet ist die Festung zumeist in den sogenannten Lichtweg durch die Kronacher Altstadt eingebunden.
Weiterhin gibt es eine Festungsgaststätte, eine Cafeteria, ein Standesamt (Trauungszimmer) sowie verschiedene Veranstaltungssäle, die für Hochzeiten und Veranstaltungen aller Art gemietet werden können. Täglich (außer montags) werden Führungen durch die oberirdischen und einen Teil der unterirdischen Anlagen durchgeführt.
Im Jahr 1977 wurden Teile des Kostüm- und Abenteuerfilms Tod oder Freiheit auf der Festung gedreht. Im Oktober 2018 diente Rosenberg zusammen mit der Kronacher Altstadt als Kulisse für den Kinofilm Resistance – Widerstand, einer Filmbiografie über den französischen Pantomimen Marcel Marceau.

## Baugeschichte

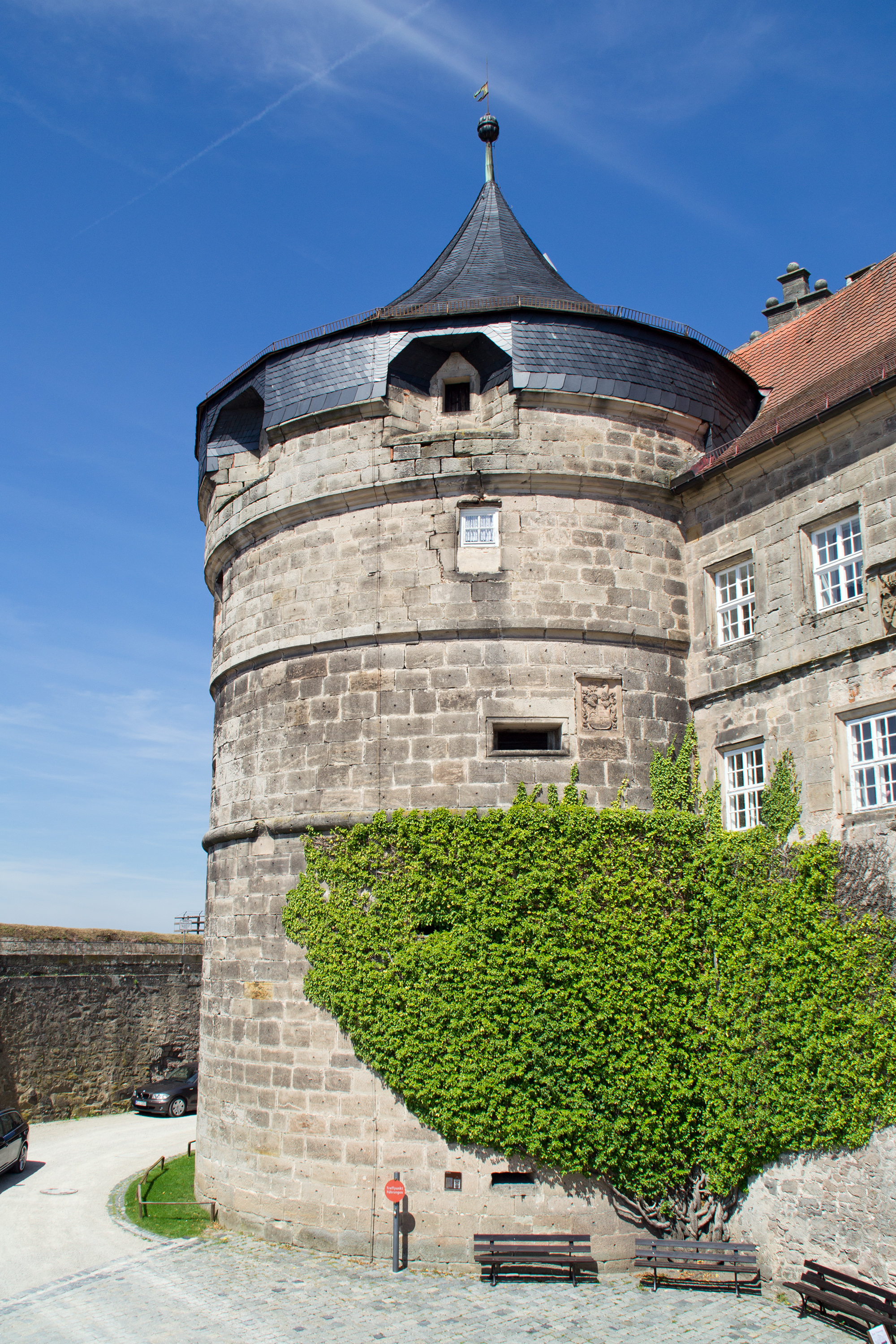
Dicker Turm

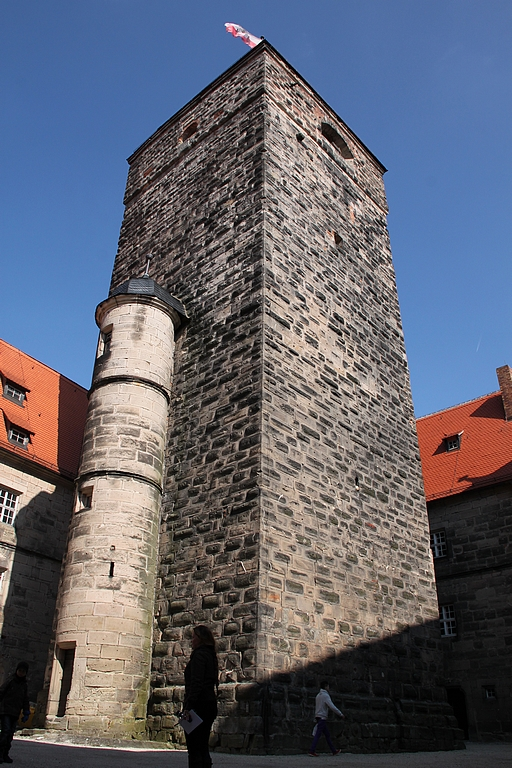
Bergfried mit dem 1571 angebauten Treppenturm

Mit ihren zahlreichen Bauabschnitten, die vom 13. bis zum 18. Jahrhundert reichen, gilt die Festung Rosenberg, die fast vollständig in originaler Bausubstanz erhalten ist, als herausragendes Beispiel für die Entwicklung des deutschen Wehrbaus vom Mittelalter bis zum Barock. Die Zuordnung der verschiedenen Baumaßnahmen zu einem bestimmten Bauherren ist jedoch nicht immer einfach. Zwar existieren in der gesamten Anlage zahlreiche Bauinschriften und Wappentafeln, die Zeugnis von den Bautätigkeiten der Fürstbischöfe ablegen, allerdings sind diese Wappen vor allem im Bereich der Kernburg oftmals in dichter Nachbarschaft zueinander zu finden. Vermutlich wurden die Wappentafeln abgebrochener Bauten bei der Errichtung neuer Gebäude wieder integriert, um so das hohe Alter des Gesamtbauwerks herauszustellen, was letztlich das Ansehen des Besitzers steigerte.

### Anfänge und spätgotischer Ausbau
Über das Aussehen der Burg bei der ersten urkundlichen Erwähnung in der Mitte des 13. Jahrhunderts ist kaum etwas bekannt. Der etwa 38 m hohe Bergfried im Innenhof der heutigen Kernburg wurde vermutlich in der zweiten Hälfte des 13. Jahrhunderts unter Bischof Berthold von Leiningen errichtet. Er ist das älteste erhaltene Gebäude der Festung; der Treppenturm an seiner Südseite und die Dachhaube stammen jedoch erst aus späterer Zeit. Ende des 14. Jahrhunderts folgte vermutlich unter Fürstbischof Lamprecht von Brunn eine Bauphase, in der die Burg einen relativ regelmäßigen rechteckigen Grundriss erhielt. Die steinernen Außenmauern des inneren Befestigungsrings, der zuvor lediglich aus einfachen Palisaden bestand, und die beiden später stark veränderten Ecktürme im Norden, der Schmiedsturm und der Nordostturm, dürften dieser Bauperiode entstammen. Im 15. Jahrhundert wurde die Burg um weitere Gebäude ergänzt und die Verteidigungsfähigkeit verbessert. Das älteste erhaltene Wappen stammt von Georg I. von Schaumberg, Fürstbischof von 1459 bis 1475. Es befindet sich am Ostflügel der Kernburg oberhalb des Spitaltors, das während von Schaumbergs Regentschaft im Jahr 1468 umgebaut wurde. Auch an den beiden nördlichen Ecktürmen ist das Wappen des Fürstbischofs zu finden, sodass diese seinerzeit ebenfalls Veränderungen erfahren haben dürften.
Ein weiterer Bauabschnitt folgte unter Fürstbischof Philipp von Henneberg, der von 1475 bis 1487 regierte. Er ließ um die bereits bestehende Burg einen zweiten Bering errichten, der im Norden in Form einer rund 14 m dicken Futtermauer ausgeführt ist. Außerhalb dieses neuen Berings, der im Süden an die Gebäude der Kernburg anstößt, wurden mehrere Rundtürme errichtet. Sieben dieser einst vermutlich neun Turmbauwerke sind heute – teilweise in deutlich veränderter Form – noch erhalten. Im Westen ließ der Fürstbischof 1477 ein großes Zeughaus errichten, das im 16. Jahrhundert aufgestockt wurde, 1486 entstand im Süden der Vorgängerbau des heutigen Kommandantenbaus. Im Südwesten wurde zwischen Dickem Turm und Kapitänsturm ein neues Tor eingerichtet, das heutige Zeughaustor.

### Erweiterungen der Renaissance

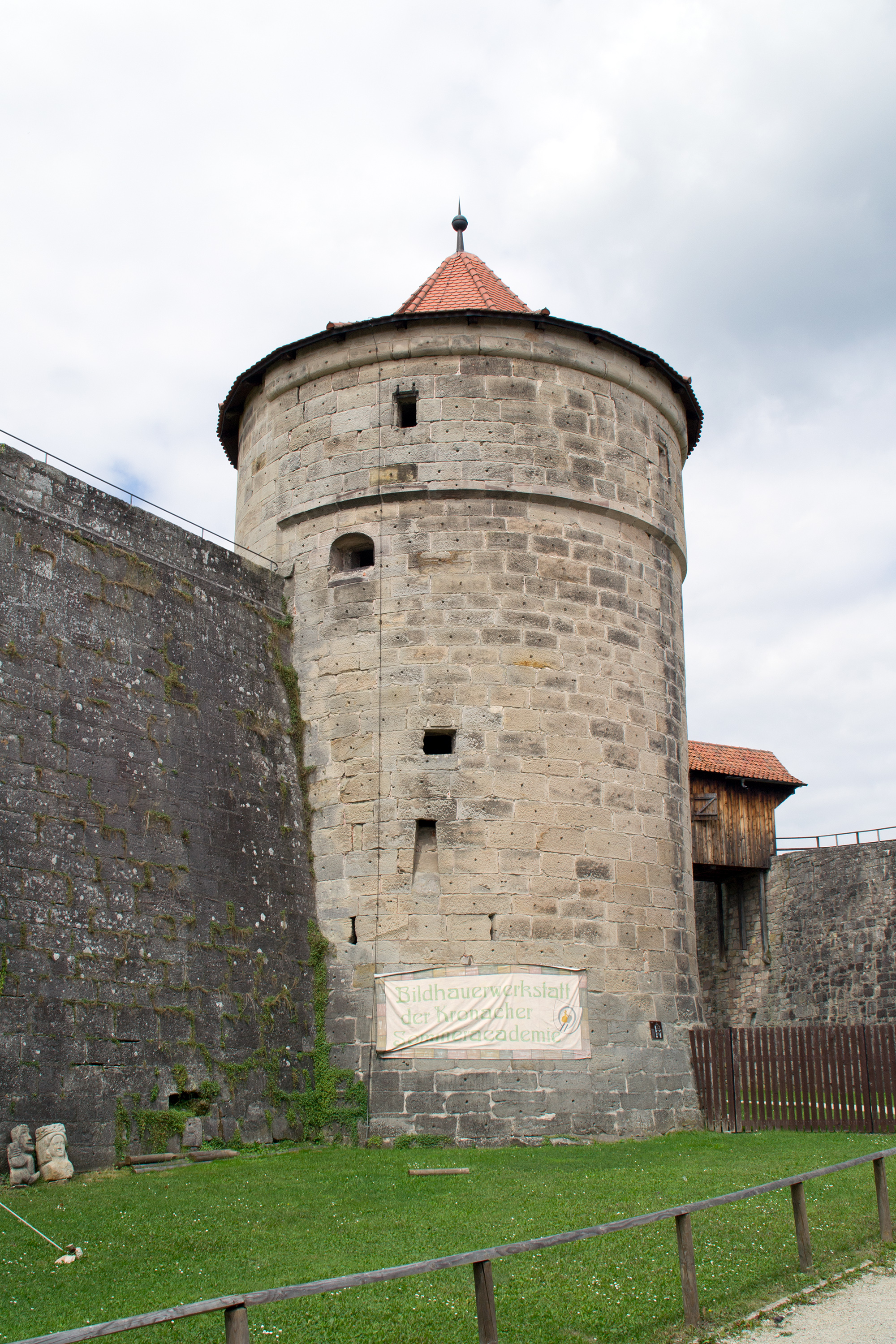
Salzturm

Die Bautätigkeit unter Fürstbischof Weigand von Redwitz, in dessen Regierungszeit von 1522 bis 1556 der Bauernkrieg und der Zweite Markgrafenkrieg fielen, konzentrierte sich vor allem auf die Kernburg. So ließ er Veränderungen an den beiden nördlichen Ecktürmen, dem Schmiedsturm und dem Nordostturm, und im Umfeld des Spitaltors an der Ostseite vornehmen. Im Jahr 1532 wurde rechts neben dem Tor eine polygonal hervortretende Streichwehr errichtet, von der aus der Bereich vor dem Tor unter Feuer genommen werden konnte. Auch zwei Türme des mittleren Berings erfuhren unter von Redwitz Veränderungen. Im Jahr 1552 wurde der Salzturm an der Ostseite der Anlage – bis dahin ein zum Burginneren hin offener Schalenturm – für die trockene Lagerung von Salz und Schießpulver geschlossen und um ein Geschoss erhöht. 1553 folgte der Dicke Turm im Südwesten: Er wurde für die Nutzung als Artillerieturm mit bis zu vier Metern dicken Mauern ausgestattet und auf fünf Etagen aufgestockt.
Während der Regentschaft von Fürstbischof Veit II. von Würtzburg in den Jahren 1561 bis 1577 erhielt die Kernburg unter Baumeister Daniel Engelhardt, der zuvor beim Wiederaufbau der nach dem Markgrafenkrieg zerstörten Plassenburg in Kulmbach mitgewirkt hatte, weitgehend ihr heutiges Aussehen. Sie wurde zur Vierflügelanlage im Stil eines Renaissanceschlosses um- und ausgebaut, um als bischöfliche Wohnanlage dienen zu können. Mehrere Gebäude der Kernburg, darunter die beiden Nordtürme und der Ost- und der Südflügel, wurden um zusätzliche Stockwerke erhöht. Im Innenhof entstanden in der Nordost-, Nordwest- und Südwestecke und am Ostflügel Treppentürme, die in die oberen Etagen führen. Der Bergfried erhielt im Jahr 1571 an der Südseite ebenfalls einen schlanken Treppenturm. Aufgestockt wurde 1564 auch der direkt südöstlich des Ostflügels gelegene Schieferturm, der im Kern bereits im 15. Jahrhundert unter Philipp von Henneberg als Bestandteil des zweiten Berings errichtet worden war.
Unter Fürstbischof Ernst von Mengersdorf, der von 1583 bis 1591 regierte, wurde in den Jahren 1588 bis 1591 nördlich des bereits bestehenden Zeughauses das Neue Zeughaus errichtet. Die beiden Gebäude stoßen in einem leichten Winkel aufeinander; an der Innenseite der Knickstelle wurde ein neuer Treppenturm errichtet. Auch das bislang noch eingeschossige Alte Zeughaus ließ der Fürstbischof um zwei weitere Stockwerke erhöhen. Diese Arbeiten wurden aber erst 1595 unter Neidhardt von Thüngen, dem Nachfolger von Mengersdorfs, abgeschlossen. In der Regierungszeit von Johann Philipp von Gebsattel, Fürstbischof von 1599 bis 1609, wurden unter anderem am Zeughaustorbau Veränderungen vorgenommen, wo ein neuer Wohnflügel entstand.
Auch erste Versuche einer bastionären Befestigung der Burganlage gab es im späten 16. Jahrhundert. Diese Bauwerke erwiesen sich jedoch als wenig zukunftsträchtig; sie wurden deshalb zugunsten der im 17. Jahrhundert angelegten barocken Bastionen wieder abgetragen. Nur sehr wenige Spuren dieser Befestigungen der Renaissance sind heute noch erkennbar. Zum Teil gibt es für ihre Existenz nur Belege in Form historischer Abbildungen.

### Barocke Bastionierung

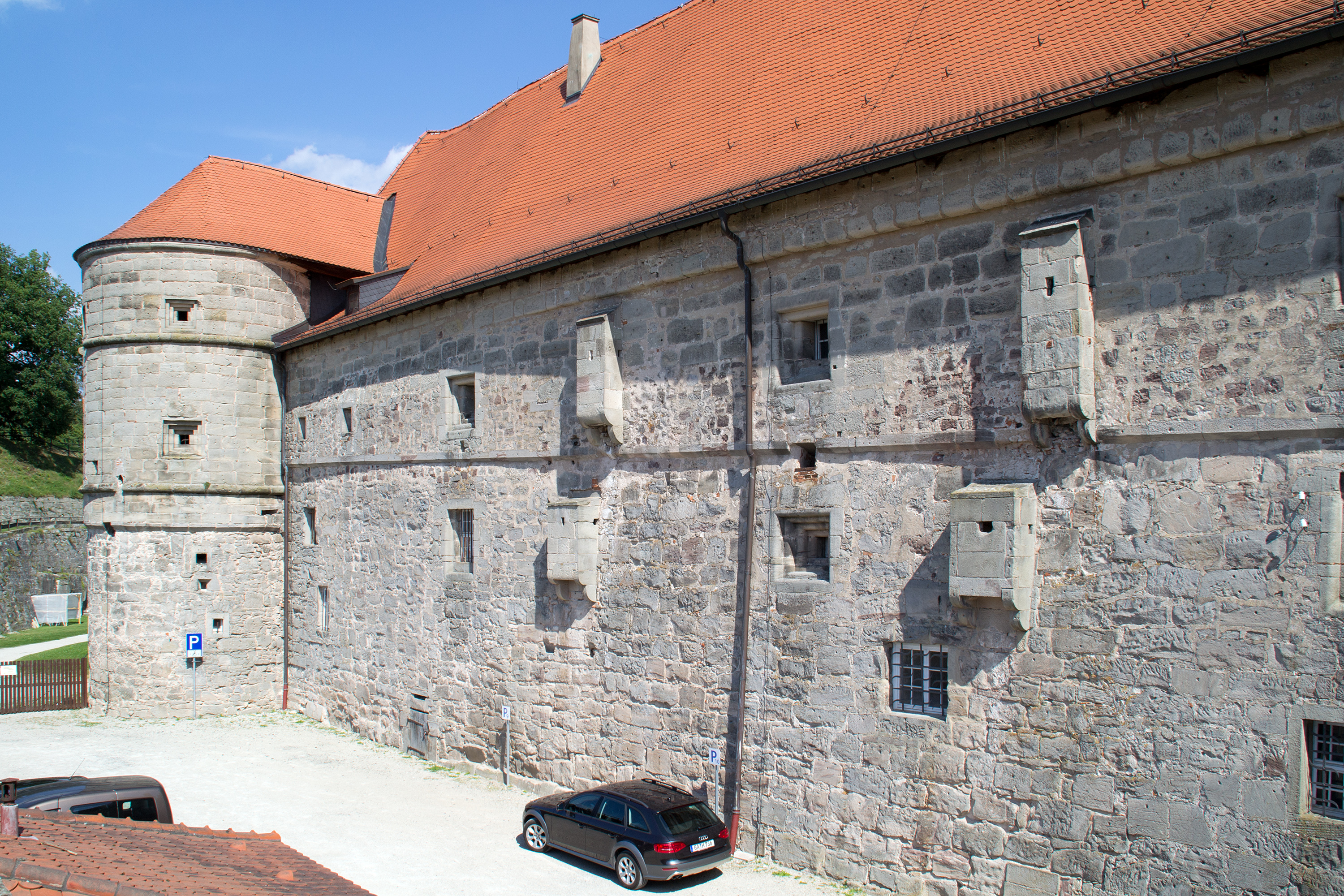
Luntenturm und Altes Zeughaus

Als Vorbereitung auf den Dreißigjährigen Krieg waren im Norden der Festung – zusätzlich zu den bereits gegen Ende des 16. Jahrhunderts erfolgten Befestigungsmaßnahmen – zwei Erdbasteien errichtet worden, vor denen 1626 noch ein Halsgraben, der heutige äußere Wallgraben, ausgehoben wurde. Obwohl Stadt und Festung erfolgreich verteidigt werden konnten, zeigte sich, dass die hauptsächlich aus Holz und einfachen Erdwällen bestehenden vorgeschobenen Verteidigungsanlagen nicht mehr der damaligen Militärtechnik entsprachen. Deshalb wurde unmittelbar nach Ende des Krieges und Abzug der Schweden aus Süddeutschland die Modernisierung der Festung in Angriff genommen.
Bei dem in den 1650er Jahren unter Fürstbischof Philipp Valentin Voit von Rieneck begonnenen barocken bastionären Ausbau des Rosenbergs strebten die Baumeister für die Festung die Form eines regelmäßigen Fünfecks an; dieses galt im Festungsbau als Idealform für kleinere Festungen. Zuerst wurden die beiden Bastionen im Nordwesten und im Osten der Festung errichtet, da die etwa an gleicher Stelle befindlichen Vorgängerbauten während des Dreißigjährigen Krieges stark gelitten hatten. Der Grundstein für Bastion II, St. Valentin, wurde am 26. Juni 1656 gelegt; der Bau war nach nur zwei Jahren Bauzeit abgeschlossen. Am 24. April 1659 wurde mit der Bastion IV begonnen; die Bauarbeiten daran zogen sich bis zum Jahr 1663 hin. Bereits am 22. März 1668 stürzte ein Teil des ursprünglich St. Sebastian genannten Bauwerks vermutlich aufgrund ungenügender Entwässerung wieder ein. Die nunmehr als St. Philipp bezeichnete Bastion musste deshalb unter Fürstbischof Marquard Sebastian Schenk von Stauffenberg bis zum Jahr 1693 erneuert werden. Die Grundsteinlegung für Bastion I, St. Kunigunde, erfolgte am 10. Oktober 1663. Errichtet wurde sie vom italienischen Baumeister Andrea Juliat. Mit dem Bau von Bastion V, St. Heinrich, wurde am 3. August 1671 begonnen. Die Arbeiten an der bis zu 25 Meter hohen Mauer zogen sich allerdings bis zum Jahr 1689 hin; zu diesem Zeitpunkt waren Philipp Valentin Voit von Rieneck, unter dessen Herrschaft der Bau ursprünglich begonnen wurde, mit Peter Philipp von Dernbach und Marquard Sebastian Schenk von Stauffenberg bereits zwei weitere Fürstbischöfe nachgefolgt. Im Jahr 1699 wurde unter Fürstbischof Lothar Franz von Schönborn St. Lothar, die letzte Bastion im Norden der Festung, vollendet. Sie ersetzte die bereits 1660 unter Voit von Rieneck errichtete, schwächer ausgelegte Bastion St. Alexander, die eingestürzt war. Verantwortlich für die Bauarbeiten an St. Lothar war Baumeister Julius Mondalto. Mit dem unter Philipp Valentin Voit von Rieneck errichteten Festungstor entstand 1662 zwischen den beiden südlichen Bastionen das repräsentativste Bauwerk der Festung.

### Erweiterungen im 18. Jahrhundert

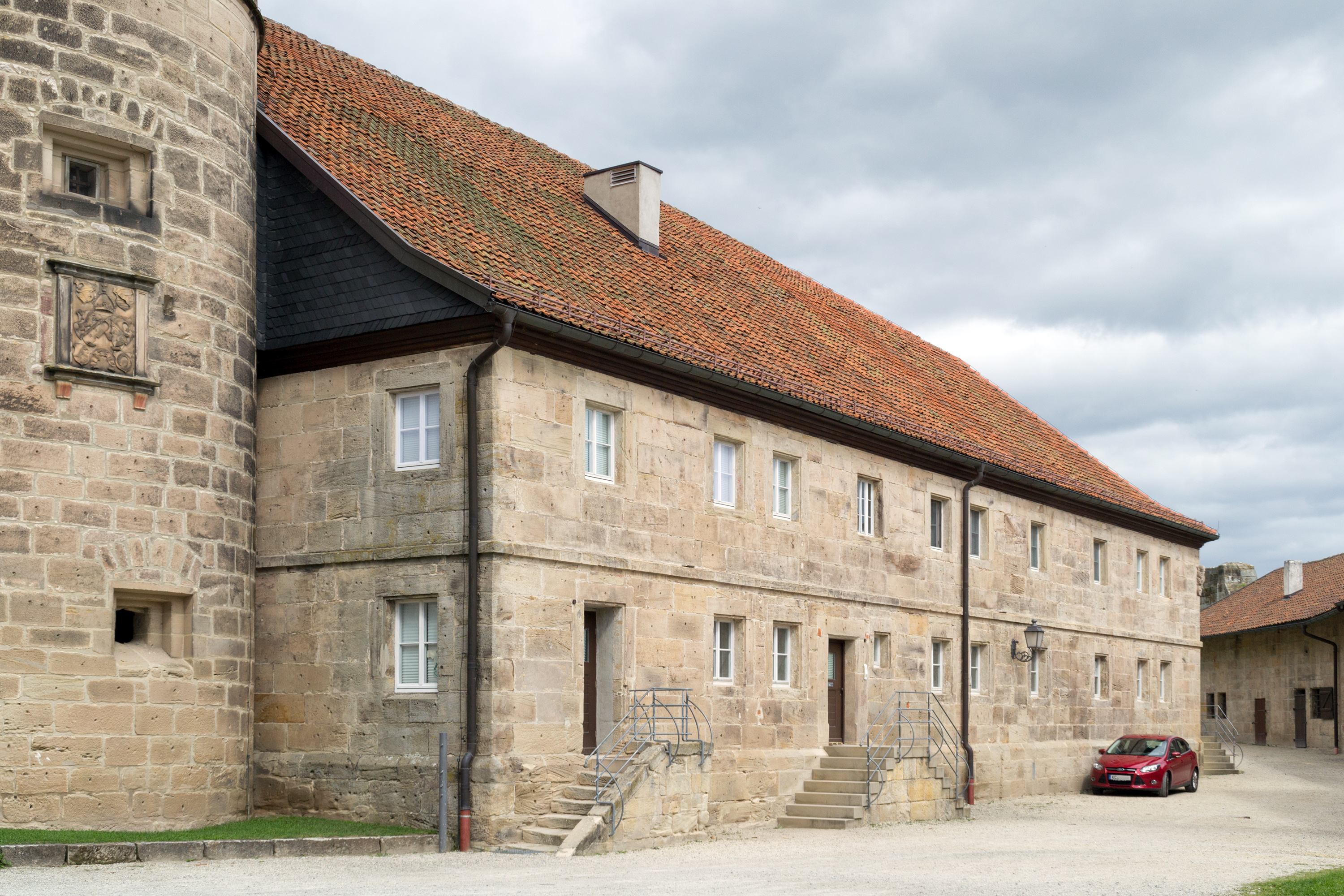
Artilleriekaserne

Im Jahr 1701 entstand unter Baumeister Johann Christein direkt östlich des Schieferturms der langgestreckte Bau der Artilleriekaserne, der außen an die Südostseite des mittleren Berings angelehnt ist. Das Obergeschoss des Gebäudes war ursprünglich in Fachwerk ausgeführt, das erst 1848 durch das heutige Quadermauerwerk ersetzt wurde. Der Gebäudeabschluss mit einer Verzahnung an der Nordseite lässt vermuten, dass eine spätere Erweiterung bis zum weiter nördlich stehenden Salzturm angedacht war. Aufgrund ihrer vergleichsweise leichten Bauweise hätte die Kaserne im Falle eines Angriffes nur wenig Schutz geboten.
Johann Maximilian von Welsch, der als Baumeister für den Mainzer Erzbischof und den Bamberger Fürstbischof Lothar Franz von Schönborn tätig war, inspizierte die Festung in seiner Funktion als Oberbaudirektor zwischen 1706 und 1724 mehrere Male. Inwieweit der in Kronach geborene von Welsch selbst als Baumeister auf dem Rosenberg aktiv war, ist unklar.
Unter Fürstbischof Friedrich Karl von Schönborn-Buchheim erfolgte in den Jahren 1730 bis 1733 der Umbau des Südflügels des Inneren Schlosses zur Neuen Kaserne. Hierfür wurde der Großteil des 1486 unter Philipp von Henneberg entstandenen Vorgängerbaus abgerissen; erhalten blieb die im östlichen Drittel gelegene Schlosskapelle. Ein direkt südlich der Neuen Kaserne stehender Rundturm wurde zum Treppenaufgang umgebaut. Ausgeführt wurden die Arbeiten vom berühmten Barockbaumeister Balthasar Neumann, der unter anderem für die Basilika Vierzehnheiligen bei Bad Staffelstein und die Würzburger Residenz verantwortlich zeichnete. Das Innere des heute als Kommandantenbau bezeichneten Gebäudes wurde im 20. Jahrhundert für die Nutzung als Museum stark verändert.
In den 1740er und 1750er Jahren wurden von Johann Jakob Michael Küchel im Norden der Festung die insgesamt vier Vorwerke errichtet. Zunächst entstand unter Fürstbischof Friedrich Karl von Schönborn-Buchheim von 1741 bis 1743 die Contregarde Carl, an deren Bau auch Balthasar Neumann beteiligt war. Der Kontergarde folgten das Ravelin Anton und der Waffenplatz Philipp, die während der Regentschaft von Johann Philipp Anton von und zu Frankenstein zwischen 1746 und 1753 entstanden. Zuletzt wurde um das Jahr 1750 herum der unbenannte Waffenplatz vor der Bastion St. Valentin errichtet. Geplant war ursprünglich lediglich die vor der Bastion St. Lothar gelegene Contregarde Carl. Da die Kontergarde allein jedoch nicht ausreichend war, um den breiten Bergrücken nördlich der Festung abzusichern, wurden letztlich insgesamt vier Werke errichtet. Aus erhalten gebliebenen Bauplänen ist ersichtlich, dass die Errichtung weiterer Vorwerke geplant war. So sollten etwa die beiden südlichen Bastionen der Festung mit je einer Kontergarde und das dazwischen liegende Festungstor mit einem Ravelin geschützt werden. Bei Untersuchungen am Mauerwerk der Festung im Jahr 2002 wurde mit einem Suchschnitt am Ravelin Anton festgestellt, dass das Vorwerk – anders als etwa die Bastionen – nicht durch den Aufbau von Mauern, die im Inneren mit Erdreich, Bruchsteinen oder Ähnlichem verfüllt wurden, entstanden ist. Stattdessen wurden um das geplante Bauwerk herum Gräben in den Fels geschnitten und der so ausgegrabene Felskern mit Sandsteinquadern verblendet. Diese Konstruktionsweise wird auch bei den anderen Vorwerken vermutet.

### Veränderungen im 19. und 20. Jahrhundert

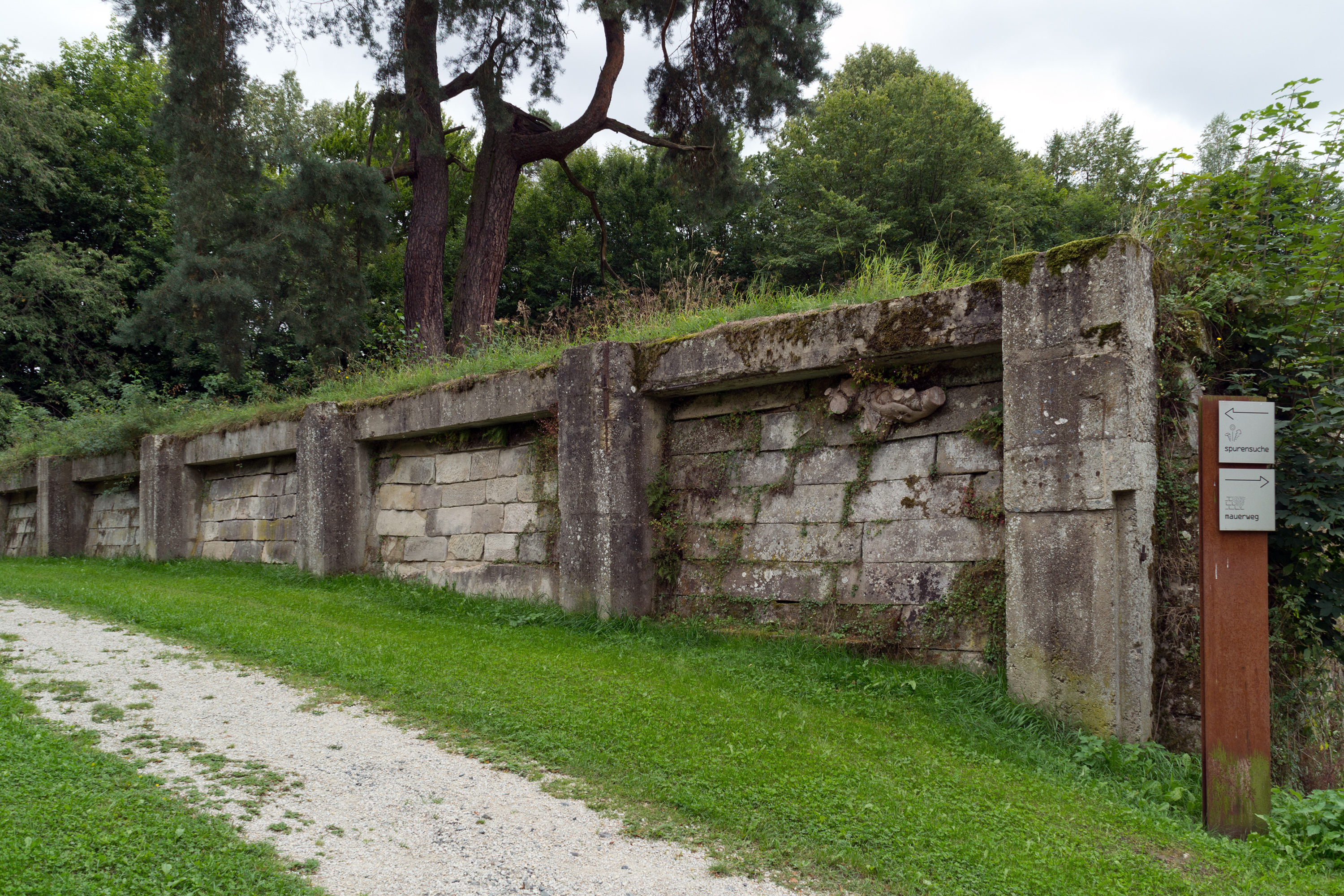
Überreste der Betonarbeiten des Zweiten Weltkriegs am Waffenplatz Philipp

Nachdem Kronach 1802 in den Besitz des Kurfürstentums Bayern übergegangen war, führte die Bayerische Armee nur noch geringe Um- und Ausbaumaßnahmen an der Festung durch. So wurde das Provianthaus an der Südostseite des mittleren Berings erweitert. Als Vorbereitung auf Kampfhandlungen infolge von Napoleons gescheitertem Russlandfeldzug von 1812 wurde im Frühjahr 1813 über dem Brunnen im innersten Burghof ein beschusssicheres Brunnenhaus errichtet. Daneben wurde die ursprüngliche welsche Dachhaube des Bergfrieds samt der darunter gelegenen Türmerstube abgebrochen, um dort eine Geschützstellung für zwei Kanonen einzurichten. Bald darauf wurden die Geschütze wieder entfernt und dem Turm, der für derartige Belastungen nicht ausgelegt war, wieder ein Dach aufgesetzt. Im Jahr 1869 wurden die Zugbrücke und der Graben vor dem Festungstor entfernt und durch den heutigen Zugangsweg ersetzt. Das Brunnenhaus wurde 1919 wieder abgebrochen.
Letztmals wurden gegen Ende des Zweiten Weltkriegs Umbauten für militärische Zwecke an der Festung vorgenommen. Unter der Tarnbezeichnung „GeKro“ (Gefängnis Kronach) sollten für die geplante Herstellung von Teilen für den Raketenjäger Messerschmitt Me 163 Produktionshallen errichtet werden. Vorgesehen war die Bereitstellung einer Fläche von 8500 m²: 2500 m² reine Fertigungsfläche, 1500 m² für Lager und untergeordnete Produktionsstätten, 1500 m² für die Verwaltung und 3000 m² für Unterkünfte und Verpflegung. Die Büroräume wurden ab 1. September 1944 vor allem im südlich der Festung gelegenen Gebäude der Jugendstrafanstalt eingerichtet, das ursprünglich um 1800 als fürstbischöflicher Kastenboden erbaut wurde und heute als Justizvollzugsanstalt dient. Auf der Festung stand zunächst nur eine Fläche von rund 1250 m² zur Verfügung, die durch verschiedene Aus- und Umbaumaßnahmen der Organisation Todt vergrößert werden sollte. Die Kasematte der Bastion St. Philipp wurde mit einer Zwischendecke aus Beton versehen und eine Versorgungsöffnung in die Außenmauer gebrochen, die nach Ende des Krieges wieder verschlossen wurde. Die Kasematte der Bastion St. Lothar wurde ebenfalls umgebaut; zwei Kanonenschießscharten in der Außenmauer wurden verschlossen, eine dritte wurde als Zugangsöffnung herausgebrochen. Neben diesen abgeschlossenen Arbeiten wurden diverse Vorarbeiten an der Kasematte der Contregarde Carl und im Graben zwischen der Kontergarde und dem Waffenplatz Philipp durchgeführt. Dort entstanden Stützfundamente aus Beton, die später eine Überdachung tragen sollten. Die Gräben zwischen den anderen Vorwerken der Festung und der gesamte Bereich des Äußeren Wallgrabens zwischen Contregarde Carl, Waffenplatz Philipp und Bastion St. Lothar sollten ebenfalls überdacht werden. Diese Pläne kamen bis zum Kriegsende jedoch nicht mehr zur Ausführung und die bereits vollendeten Teile der Produktionsanlagen wurden nie in Betrieb genommen, wodurch die Festung von einer gezielten Bombardierung durch die Alliierten verschont blieb.
Zu Beginn der 1980er Jahre wurde das Innere des Kommandantenbaus für die Nutzung als Museum zunächst vollständig entkernt und anschließend nach dem originalen Grundriss neu aufgebaut und ausgestattet.

### Umbauten im 21. Jahrhundert
Für die touristische Erschließung und den barrierefreien Zugang wurden vor allem in den 2010er Jahren in Abstimmung mit dem Bayerischen Landesamt für Denkmalpflege zahlreiche Sanierungs- und Umbauarbeiten an der unter Denkmalschutz stehenden Festungsanlage vorgenommen. Der lange Zeit leer stehende Westflügel und der bereits zuvor von der Festungsherberge belegte Nordflügel wurden bis 2019 für die Nutzung als Hotelbetrieb saniert, modernisiert und ausgebaut. Die Räumlichkeiten im ebenfalls bereits von der Herberge genutzten Ostflügel sollen in den kommenden Jahren folgen. Ebenfalls saniert werden seit 2013 die beiden Zeughäuser. Im Neuen Zeughaus entstand bis 2019 ein für rund 200 Personen ausgelegter Veranstaltungssaal, Teile des Alten Zeughauses sollen nach Abschluss der Arbeiten museal genutzt werden. Im äußeren Wallgraben wurden im Jahr 2019 zwischen den Bastionen St. Lothar und St. Philipp zusätzliche Parkplätze für Pkw und Busse angelegt. Bis Ende Dezember 2020 wurde ein barrierefreier Zugang von den Parkflächen in das Innere der Festung geschaffen. Der Eintritt erfolgt über einen während des Zweiten Weltkriegs in der Nordwand der Bastion St. Philipp angelegten Durchgang, der nach Kriegsende wieder verschlossen worden war.

## Kommandanten
Die Aufgabe des Kommandanten der Festung wurde in Personalunion mit der des Oberamtmanns im Amt Kronach besetzt. 1739 wurde die Militär- und Zivilfunktion getrennt. Neuer militärischer Kommandeur wurde Christoph Karl Maximilian von Egloffstein, Oberamtmann wurde Johann Joseph von Künsberg. Von Egloffstein wurde 1746 als Kommandeur der Festung Forchheim versetzt.
Kommandanten waren:
- Georg Wolfgang von Rotenhan (1653–1695)
- Otto Philipp von Schrottenberg (1715–1738)
- Christoph Karl Maximilian von Egloffstein (1739–1746)
- Heinrich August Marschalk von Ostheim (1770–1775)[100]
- Philipp Ernst von Redwitz (1774–1787)[101]